# 프레데리크 쇼팽
프레데리크 프랑수아 쇼팽(Frédéric François Chopin) (본명 프리데리크 프란치셰크 쇼팽, Fryderyk Franciszek Chopin 1810년 3월 1일 – 1849년 10월 17일)은 폴란드의 작곡가이자 낭만주의 시대의 거장 피아니스트로, 주로 독주 피아노곡을 작곡했다. 그는 "당대 누구도 따를 수 없는 전문적인 기술을 바탕으로 한 시적인 천재성"으로 인해 당대의 선도적인 작곡가로서 전 세계적인 명성을 유지해왔다.
쇼팽은 젤라조바볼라에서 태어나 1815년 폴란드 입헌왕국의 일부가 된 바르샤바에서 자랐다. 어린 시절부터 신동이라는 평가를 받았으며, 1830년 11월 봉기 발발 한 달도 채 안 된 20세에 폴란드를 떠나기 전까지 바르샤바에서 음악 교육을 마치고 초기 작품들을 작곡했다. 21세에  파리에 정착했다. 이후 공개 연주는 평생동안 30번만 했고, 살롱의 더 친밀한 분위기를 선호했다. 곡을 판매하고 피아노 레슨을 제공하여 생계를 유지했는데, 당대 쇼팽의 레슨은 높은 인기를 누렸다. 쇼팽은 프란츠 리스트와 우정을 쌓았고, 로베르트 슈만을 비롯한 많은 동시대 음악가들의 존경을 받았다. 1836년부터 1837년까지 마리아 보진스카와의 약혼이 실패한 후, 프랑스 작가 오로르 뒤팽(필명 조르주 상드)과 자주 삐걱거리는 관계를 유지했다. 1838년에서 1839년 사이에 상드와 함께 마요르카섬을 잠시 방문했을 때 비록 행복하지는 않았다고 하지만, 가장 생산적인 작곡 시기 중 하나가 되었다. 말년에는 그의 숭배자 제인 스털링으로부터 재정적인 지원을 받았다. 평생 건강이 좋지 않았던 쇼팽은 1849년 39세의 나이로 파리에서 사망했다.
쇼팽의 모든 작품에는 피아노가 등장한다. 대부분 독주 피아노곡이지만, 바르샤바를 떠나기 전 두 개의 피아노 협주곡과 일부 실내악, 그리고 폴란드어 가사로 된 19개의 가곡을 작곡하기도 했다. 그의 피아노곡들은 기술적으로 까다로웠고 악기의 한계를 확장시켰다. 그의 연주는 뉘앙스와 감수성으로 유명했다. 쇼팽의 주요 피아노 작품으로는 마주르카, 왈츠, 녹턴, 폴로네즈, 기악 발라드(쇼팽이 기악 장르로 창시), 연습곡, 즉흥곡, 스케르초, 전주곡, 그리고 소나타 등이 있으며, 일부는 사후에 출판되었다. 작곡 스타일은 폴란드 민속 음악, 모차르트와 슈베르트의 고전적 전통, 그리고 그가 자주 방문했던 파리 살롱의 분위기의 영향을 받았다. 그의 스타일, 화성, 형식에서의 혁신, 그리고 음악과 민족주의의 연관성은 후기 낭만주의 시대 내내 그리고 그 이후에도 영향을 미쳤다.
쇼팽의 음악, 음악계 초기 유명인사로서의 위상, 정치적 봉기와 간접적인 연관성, 세간의 이목을 끈 연애 생활, 그리고 이른 죽음은 그를 낭만주의 시대의 대표적인 상징으로 만들었다. 그의 작품은 여전히 인기가 많으며, 다양한 역사적 충실도를 가진 수많은 영화와 전기의 주제가 되었다. 그의 많은 기념물 중에는 그의 삶과 작품을 연구하고 홍보하기 위해 폴란드 의회가 설립한 프레데리크 쇼팽 협회가 있으며, 이 협회는 그의 작품만을 다루는 권위 있는 쇼팽 국제 피아노 콩쿠르를 개최한다.

## 삶

### 초기 생애

#### 어린 시절

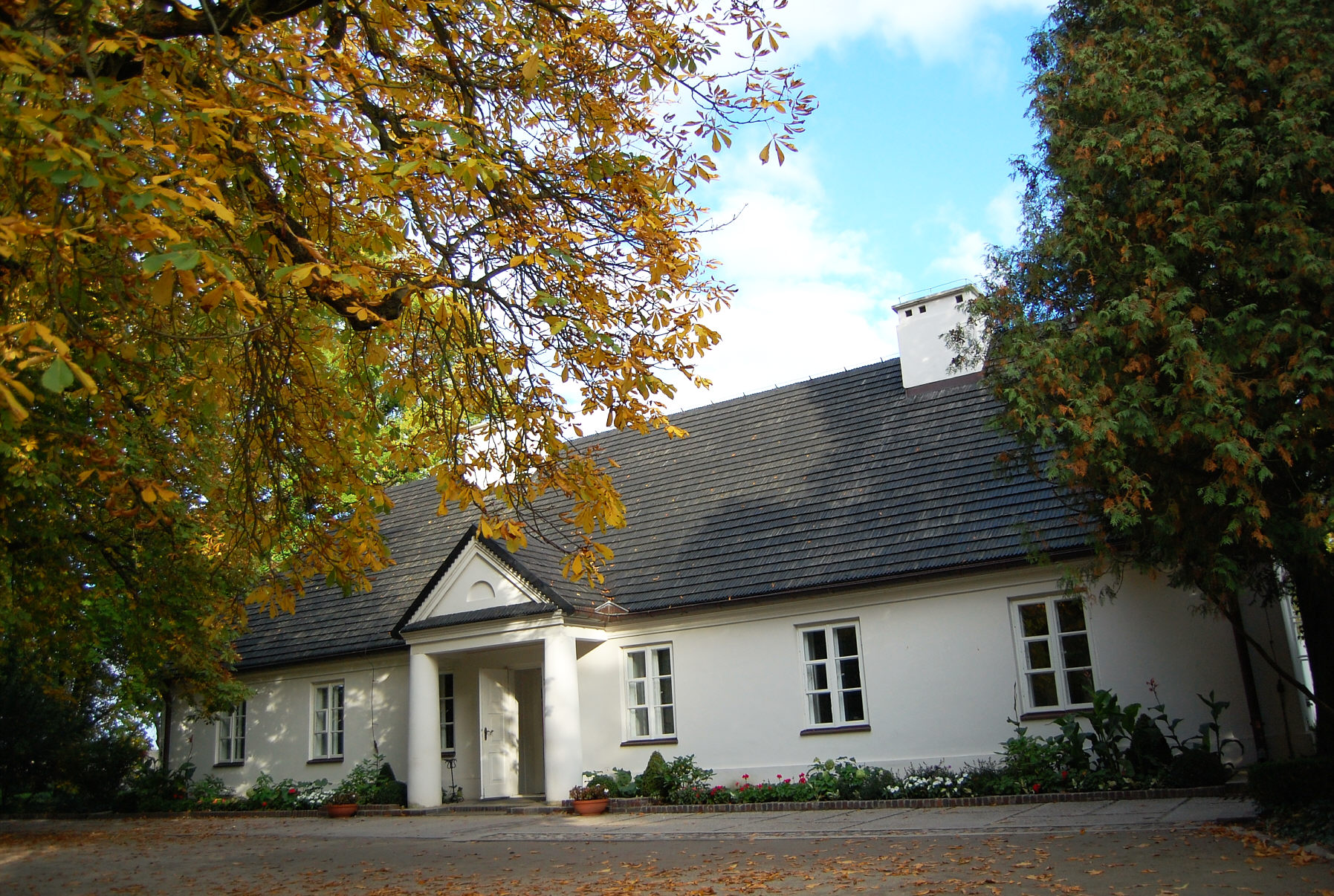
젤라조바볼라에 있는 쇼팽의 생가

프레데리크 프랑수아 쇼팽은 바르샤바에서 서쪽으로 46킬로미터(29 마일) 떨어진 젤라조바볼라에서 태어났는데, 당시 그곳은 나폴레옹이 세운 폴란드 국가인 바르샤바 공국에 속해 있었다. 1810년 4월 23일자로 된 교구 세례 기록에는 그의 생일이 1810년 2월 22일로 되어 있으며, 이름은 라틴어 형태인 Fridericus Franciscus (폴란드어로는 Fryderyk Franciszek)로 기록되어 있다. 작곡가와 그의 가족은 3월 1일을 생일로 사용했는데, 이 날짜는 현재 정확한 날짜로 일반적으로 받아들여지고 있다.
그의 아버지 니콜라 쇼팽은 1787년 16세의 나이로 폴란드로 이민 온 로렌 출신의 프랑스인이었다. 그는 자신이 일하던 스카르베크 가문의 가난한 친척인 유스티나 크시자노프스카와 결혼했다. 쇼팽은 부모님이 결혼했던 가톨릭 교회인 브로후프에서 세례를 받았다. 18살짜리 대부인 프리데리크 스카르베크는 니콜라 쇼팽의 제자였으며, 그의 이름을 따서 쇼팽의 이름 '프레데리크'가 지어졌다. 쇼팽은 니콜라와 유스티나의 둘째이자 유일한 아들이었다. 누나 루드비카와 여동생 이자벨라, 에밀리아가 있었는데, 에밀리아는 14세에 사망했으며 아마도 결핵 때문이었을 것이다. 니콜라 쇼팽은 새 조국에 헌신했으며, 가정에서 폴란드어를 사용할 것을 고집했다.

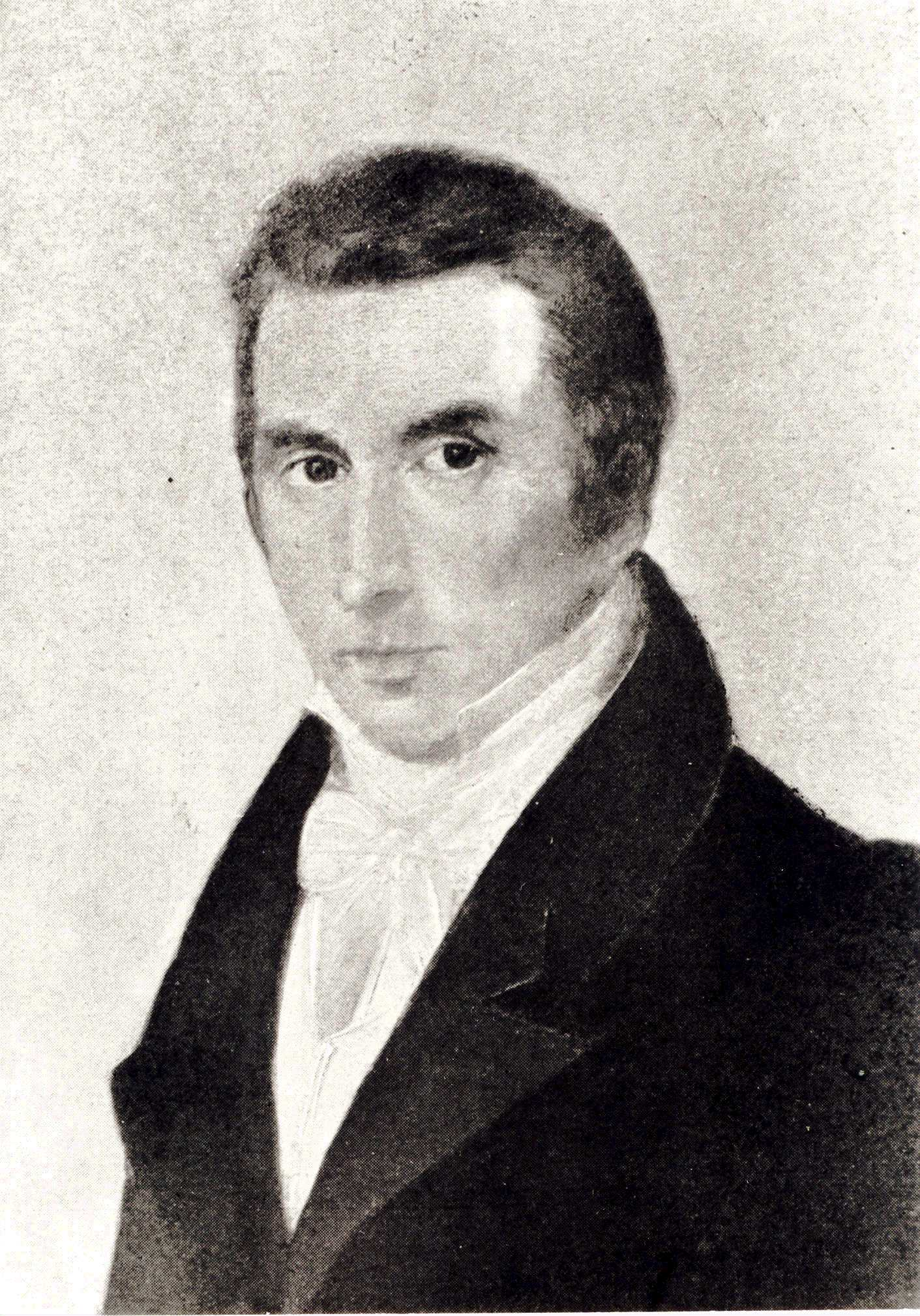
쇼팽의 아버지 니콜라 쇼팽, 미에로셰프스키 작, 1829년

1810년 10월, 쇼팽이 태어난 지 6개월 후, 가족은 바르샤바로 이사했다. 거기서 아버지는 당시 작센 궁전에 있던 바르샤바 리세움에서 프랑스어 교사 자리를 얻었다. 쇼팽은 궁전 부지에 있는 가족과 함께 살았다. 아버지는 플루트와 바이올린을 연주했고, 어머니는 피아노를 연주하고 쇼팽 가족이 운영하는 기숙사에서 소년들에게 레슨을 했다. 쇼팽은 몸집이 작았고, 어린 시절부터 잔병치레가 많았다.
쇼팽은 어머니에게서 피아노 지도를 받았을 수도 있지만,  첫 전문 음악 교사는 1816년부터 1821년까지 체코 태생의 피아니스트 보이치에흐 지브니였다. 누나 루드비카도 지브니에게 레슨을 받았고, 때때로 오빠와 함께 듀엣을 연주했다. 그는 빠르게 신동임이 분명해졌다. 7세가 되자 공개 콘서트를 열기 시작했으며, 1817년에는 사단조와 내림나장조로 된 두 곡의 폴로네즈를 작곡했다. 다음 작품인 1821년의 내림가장조 폴로네즈는 지브니에게 헌정되었으며, 그의 가장 오래된 현존하는 음악 필사본이다.
1817년 작센 궁전은 바르샤바의 러시아 총독에 의해 군사 목적으로 징발되었고, 바르샤바 리세움은 카지미에시 궁전(현재 바르샤바 대학교 총장관저)에 재설립되었다. 쇼팽과 그의 가족은 카지미에시 궁전 옆에 아직 남아있는 건물로 이사했다. 이 기간 동안 그는 러시아령 폴란드 통치자인 콘스탄틴 파블로비치 대공의 아들의 놀이 친구로 벨베데르 궁전에 초청되기도 했다. 그는 콘스탄틴 파블로비치를 위해 피아노를 연주하고 행진곡을 작곡했다. 줄리안 우르신 니엠체비치는 그의 극적인 목가 "Nasze Przebiegi"("우리의 담론", 1818년)에서 "어린 쇼팽"의 인기를 증명했다.

#### 교육

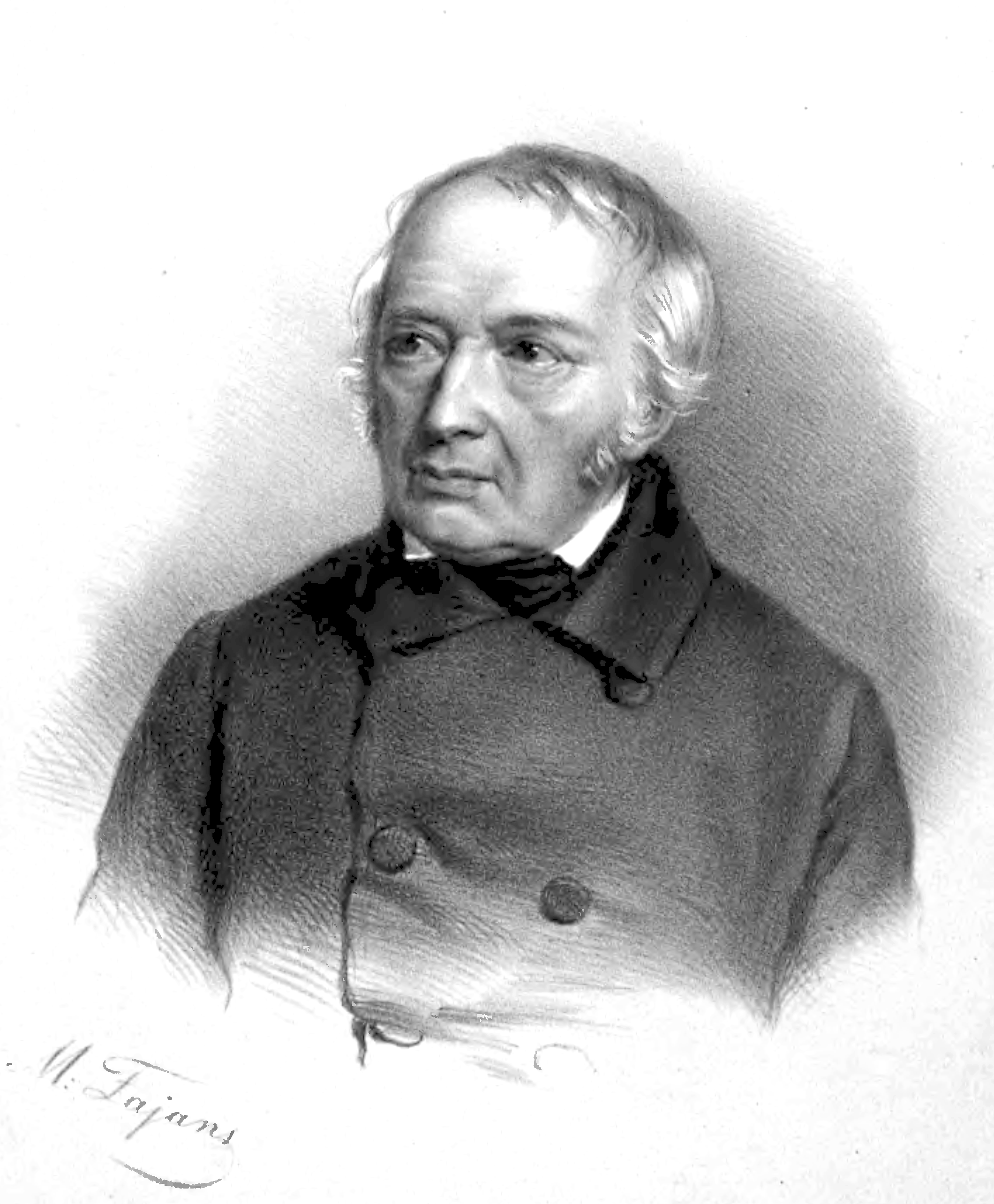
1853년 이후의 유제프 엘스너

1823년 9월부터 1826년까지 쇼팽은 바르샤바 리세움에 다녔으며, 첫 해에는 체코 음악가 빌헬름 뷔르펠에게서 오르간 레슨을 받았다. 1826년 가을에는 실레시아 작곡가 유제프 엘스너 밑에서 바르샤바 음악원에서 3년간 음악 이론, 통주저음, 작곡을 공부했다. 이 기간 내내 그는 계속 작곡하고 바르샤바의 콘서트와 살롱에서 리사이틀을 열었다. 그는 "아이올로멜로디콘"(피아노와 기계식 오르간의 조합) 발명가들과 계약을 맺고 1825년 5월 이 악기로 자신의 즉흥곡과 모셸레스의 협주곡 일부를 연주했다. 이 콘서트의 성공으로 바르샤바를 방문 중이던 차르 알렉산드르 1세 앞에서 유사한 악기("아이올로판탈레온")로 리사이틀을 열어달라는 초청을 받았고, 차르는 그에게 다이아몬드 반지를 선물했다. 1825년 6월 10일 열린 다음 아이올로판탈레온 콘서트에서 쇼팽은 자신의 론도 Op. 1을 연주했다. 이것은 그의 작품 중 최초로 상업적으로 출판된 것이며, 라이프치히의 알게마이네 무지칼리셰 차이퉁이 그의 "풍부한 음악적 아이디어"를 칭찬하면서 그에게 해외 언론에서 처음으로 언급되었다.
1824년부터 1828년까지 쇼팽은 바르샤바를 떠나 여러 곳에서 휴가를 보냈다. 1824년과 1825년 샤파르니아에서 그는 학교 친구의 아버지인 도미니크 지에바노프스키의 손님으로 머물렀다. 여기서 그는 처음으로 폴란드 시골의 민속 음악을 접했다. 샤파르니아에서 집으로 보낸 그의 편지("샤파르니아 특파원"이라는 제목을 붙임)는 매우 현대적이고 생동감 있는 폴란드어로 쓰였으며, 바르샤바 신문을 패러디한 내용으로 가족들을 즐겁게 했고 젊은 쇼팽의 문학적 재능을 보여주었다.
1827년, 쇼팽의 막내 여동생 에밀리아가 사망한 직후, 가족은 카지미에시 궁전 옆의 바르샤바 대학교 건물에서 대학교 건너편 크라신스키 궁전(일명 차프스키 궁전) 남쪽 별관인 크라쿠프스키 프셰드미에시체로 이사했다. 쇼팽은 1830년 바르샤바를 떠날 때까지 이곳에서 살았다. 이곳에서 그의 부모님은 남학생들을 위한 하숙집을 계속 운영했다. 부모님 아파트에 하숙했던 네 명의 학생은 쇼팽과 친밀한 사이가 되었다: 티투스 보이치에호프스키, 얀 네포무쳰 비아워블로츠키, 얀 마투시니 그리고 줄리안 폰타나. 후자 두 명은 파리에서 그의 동료가 될 것이다.

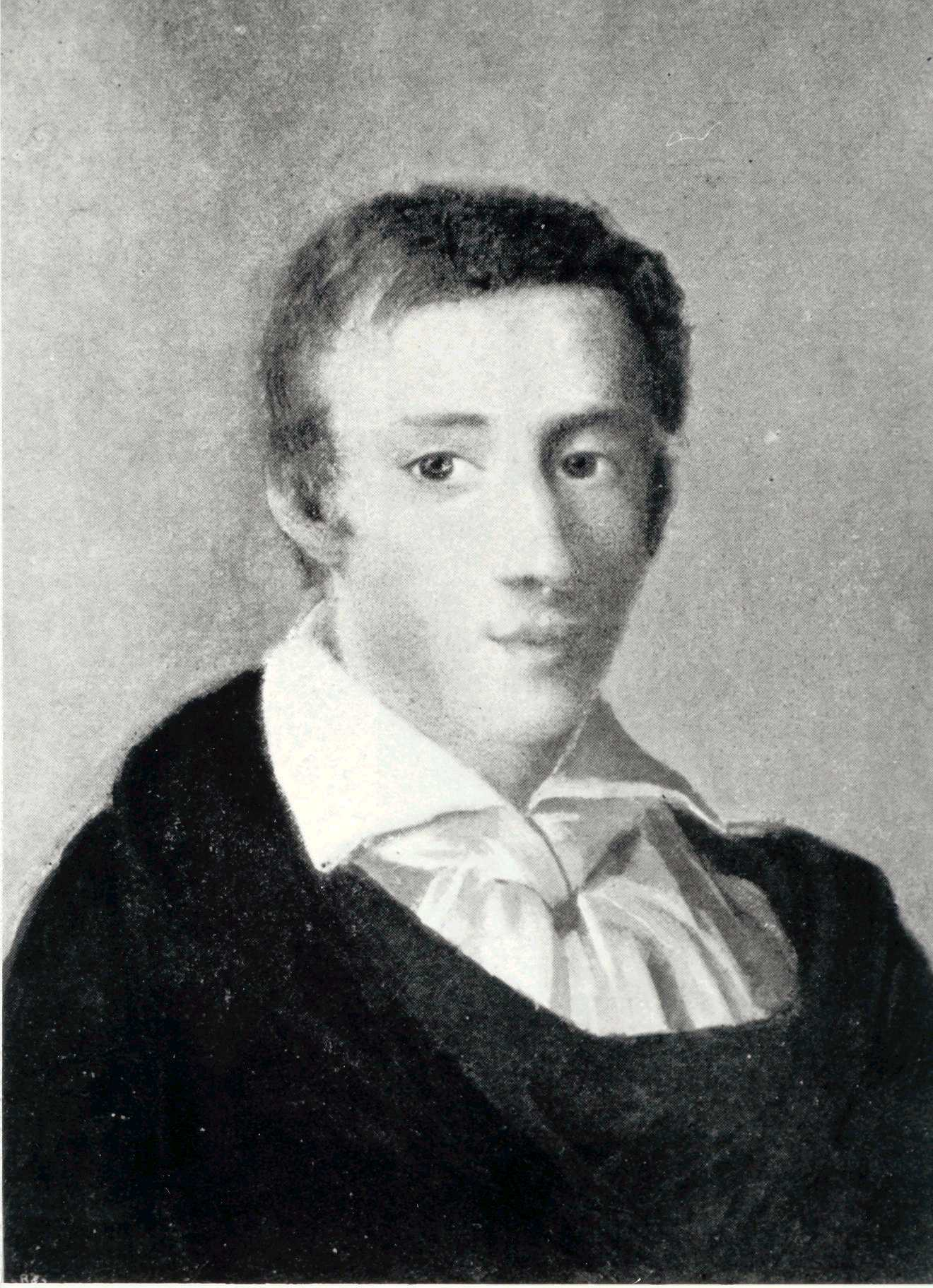
미에로셰프스키 작, 1829년 쇼팽

쇼팽은 폰타나, 유제프 보흐단 잘레스키, 스테판 비트비츠키를 포함한 바르샤바의 젊은 예술 및 지식인들과 친하게 지냈다. 쇼팽의 마지막 음악원 성적표(1829년 7월)에는 "쇼팽 F., 3학년 학생, 뛰어난 재능, 음악적 천재"라고 쓰여 있었다. 1829년 암브로지 미에로셰프스키는 쇼팽 가족 구성원들의 초상화를 그렸는데, 여기에는 작곡가의 첫 번째 알려진 초상화도 포함되어 있었다.
1829-30년(쇼팽이 스무 살 무렵)에 보이치에호프스키에게 보낸 쇼팽의 편지에는 꿈과 입맞춤에 대한 분명한 동성애적인 언급이 포함되어 있다.
이제 씻으러 갈 거야; 키스하지 마, 아직 안 씻었어. 너는? 내가 비잔티움의 기름을 발랐더라도, 내가 자력으로 강요하지 않는 한 너는 나에게 키스하지 않을 거야. 자연에는 어떤 힘이 있어. 오늘 밤 너는 나에게 키스하는 꿈을 꿀 거야! 지난 밤에 네가 나에게 준 끔찍한 꿈에 대해 앙갚음을 해야 해.— 프레데리크 쇼팽이 티투스 보이치에호프스키에게 (1830년 9월 4일)

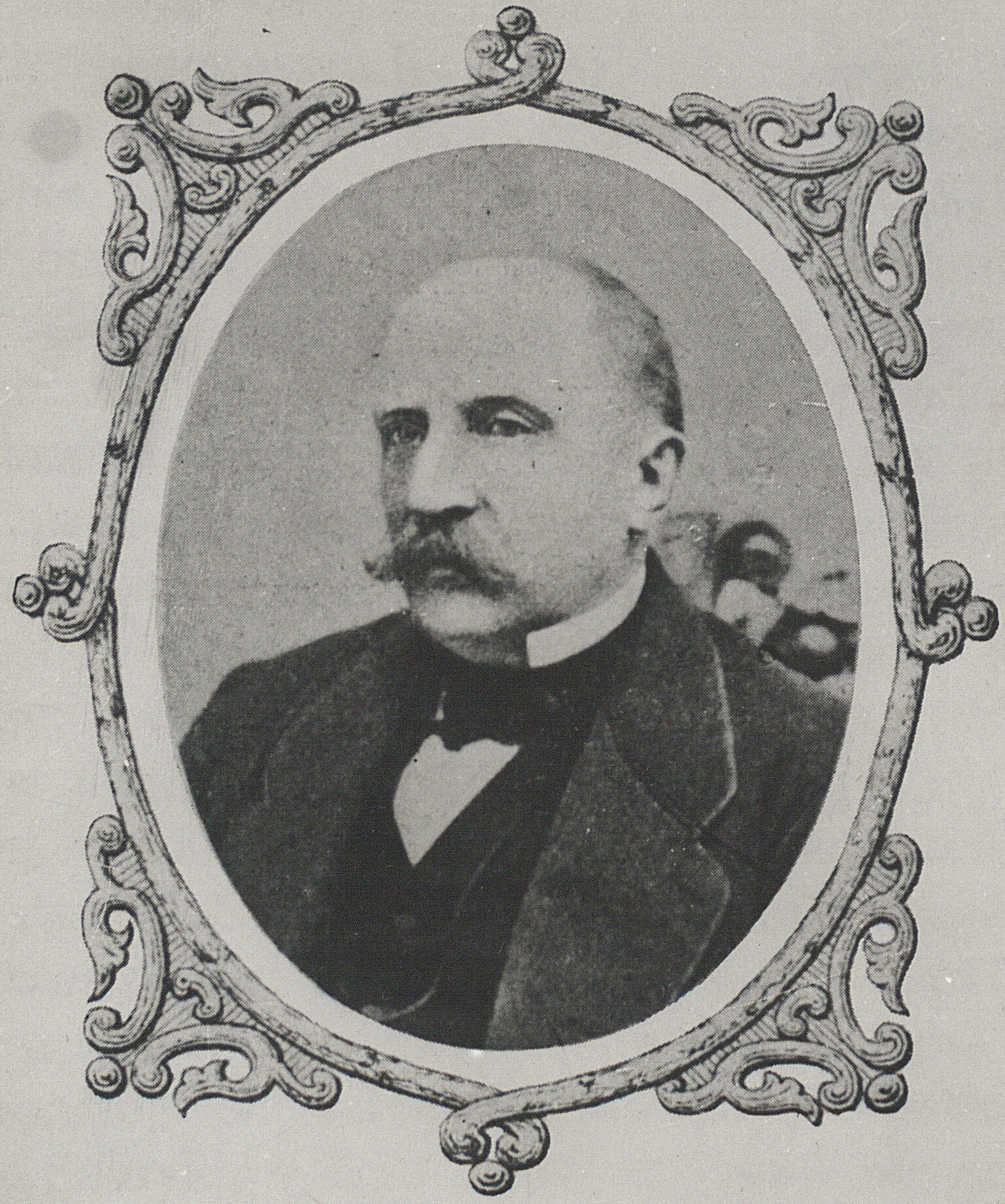
1879년 이전의 티투스 보이치에호프스키

아담 자모이스키에 따르면, 이러한 표현들은 "폴란드에서는 흔한 표현이었고 어느 정도는 여전히 그렇다. 오늘날 편지를 마무리할 때 쓰는 '사랑'이라는 말 이상을 의미하지 않는다."'" "예술과 문학의 낭만주의 운동이 만연했던 시대 정신은 극단적인 감정 표현을 선호했다... 완전히 배제할 수는 없지만, 두 사람이 연인이었을 가능성은 낮다."
쇼팽의 전기 작가 앨런 워커는 이러한 표현들이 동성애적인 성격을 띠는 것으로 인식될 수 있는 한, 쇼팽의 삶에서 잠시 스쳐가는 단계를 의미하거나, 워커의 말처럼 "정신적인 비틀림"의 결과일 뿐이라고 본다. 음악학자 제프리 칼버그는 쇼팽 시대의 성적 관행과 정체성에 대한 개념이 오늘날과는 매우 달랐기 때문에 현대적 해석은 문제가 될 수 있다고 지적한다. 다른 학자들은 이것들이 쇼팽의 동성애적 충동에 대한 분명하거나 잠재적인 증거라고 주장한다.
아마도 1829년 초에 쇼팽은 가수 콘스탄차 그와트코프스카를 만났고 그녀에게 강한 애정을 느꼈지만, 그가 이 문제에 대해 직접적으로 그녀에게 이야기했는지는 불분명하다. 1829년 10월 3일 보이치에호프스키에게 보낸 편지에서 그는 자신의 "이상형, 내가 6개월 동안 충실히 봉사했지만 그녀에게 내 감정에 대해 한마디도 하지 않았다. 내가 꿈꾸는 그녀, 내 협주곡의 아다지오에 영감을 준 그녀"라고 언급한다. 프레데리크 니엑스의 주장을 따라 쇼팽의 모든 전기 작가들은 이 "이상형"이 그와트코프스카였다는 데 동의한다. 1830년 10월 바르샤바에서 열린 쇼팽의 고별 콘서트(작곡가 자신이 연주한 협주곡과 그와트코프스카가 조아키노 로시니의 아리아를 부른 것이 포함됨) 이후 두 사람은 반지를 교환했고, 2주 후 그녀는 그의 앨범에 애정 어린 고별의 글을 남겼다. 쇼팽이 바르샤바를 떠난 후, 그와 그와트코프스카는 만나지 않았고 분명히 서신을 주고받지도 않았다.

### 경력

#### 여행과 국내 성공

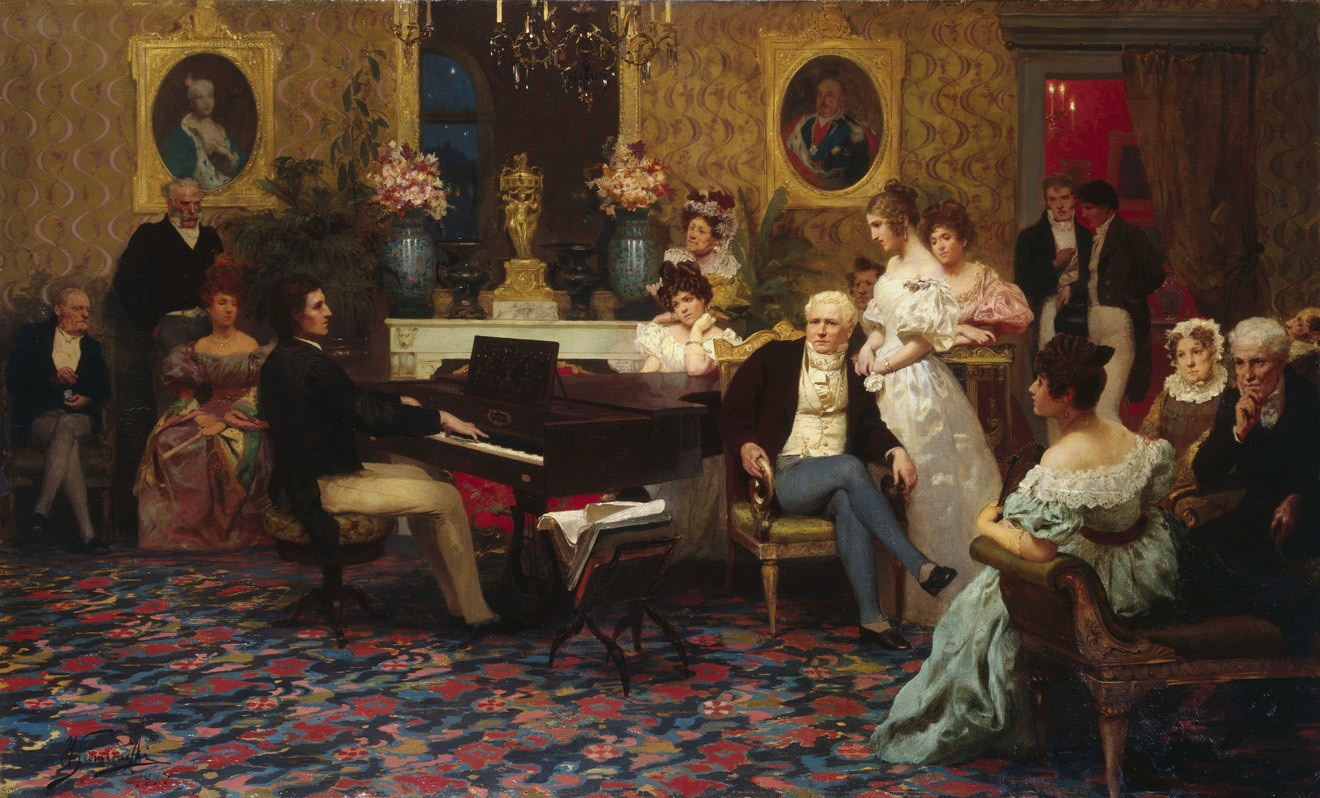
안토니 라지비우 공작 부부를 위한 쇼팽 연주, 1829년 (시에미라츠키 작, 1887년)

1828년 9월, 쇼팽은 아직 학생이었음에도 불구하고 가족 친구인 동물학자 펠릭스 야로츠키와 함께 베를린을 방문하여 가스파레 스폰티니가 지휘하는 오페라를 즐기고 카를 프리드리히 젤터, 펠릭스 멘델스존, 기타 유명 인사들의 콘서트에 참석했다. 1829년 베를린으로 돌아오는 길에 그는 포젠 대공국의 총독이자 유능한 작곡가이자 첼리스트를 지망하는 안토니 라지비우 공작의 손님으로 머물렀다. 공작과 그의 피아니스트 딸 완다를 위해 그는 첼로와 피아노를 위한 서곡과 화려한 폴로네즈 다장조, Op. 3을 작곡했다.
그 해 바르샤바로 돌아온 쇼팽은 니콜로 파가니니의 바이올린 연주를 듣고 Souvenir de Paganini라는 변주곡을 작곡했다. 이 경험이 그에게 자신의 악기 역량을 탐구하는 첫 번째 연습곡 (1829-1832)을 쓰도록 고무했을지도 모른다. 바르샤바 음악원에서의 학업을 마친 후, 그는 빈에서 데뷔했다. 그는 두 차례의 피아노 콘서트를 열었고 많은 호평을 받았다 –  (쇼팽 자신의 말에 따르면) 그는 "현지 예술가들의 피아노 두드림에 익숙한 사람들에게는 너무 섬세하다"는 평도 받았다. 이 콘서트 중 첫 번째에서 그는 모차르트의 오페라 돈 조반니의 이중창에 대한 변주곡인 라 치 다렘 라 마노 변주곡, Op. 2를 피아노와 오케스트라를 위해 초연했다. 그는 1829년 9월 바르샤바로 돌아왔고, 그곳에서 1830년 3월 17일에 피아노 협주곡 2번 바단조, Op. 21을 초연했다.
작곡가이자 연주자로서 쇼팽의 성공은 그에게 서유럽으로 가는 문을 열어주었고, 1830년 11월 2일, 그는 즈지스와프 야히메츠키의 말에 따르면, "뚜렷한 목적 없이 영원히 넓은 세상으로" 나섰다. 보이치에호프스키와 함께 그는 다시 오스트리아로 향했고, 이탈리아로 계속 갈 계획이었다. 그 달 말, 바르샤바에서 1830년 11월 봉기가 발발했고, 보이치에호프스키는 폴란드로 돌아가 입대했다. 이제 빈에 혼자 남은 쇼팽은 고향에 대한 향수에 젖어 친구에게 "내 출발의 순간을 저주한다"고 썼다. 1831년 9월, 그가 빈에서 파리로 여행하던 중 봉기가 진압되었다는 소식을 들었을 때, 그는 개인 일기장에 자신의 고뇌를 표현했다: "오 신이여! ... 당신은 계시지만, 복수하지 않으신다!". 이 일기장은 현재 폴란드 국립도서관에 있다. 야히메츠키는 이러한 사건들이 작곡가를 "자신의 고향 폴란드의 과거, 현재, 미래를 직감한 영감받은 국민 시인"으로 성장시켰다고 평가한다.

#### 파리

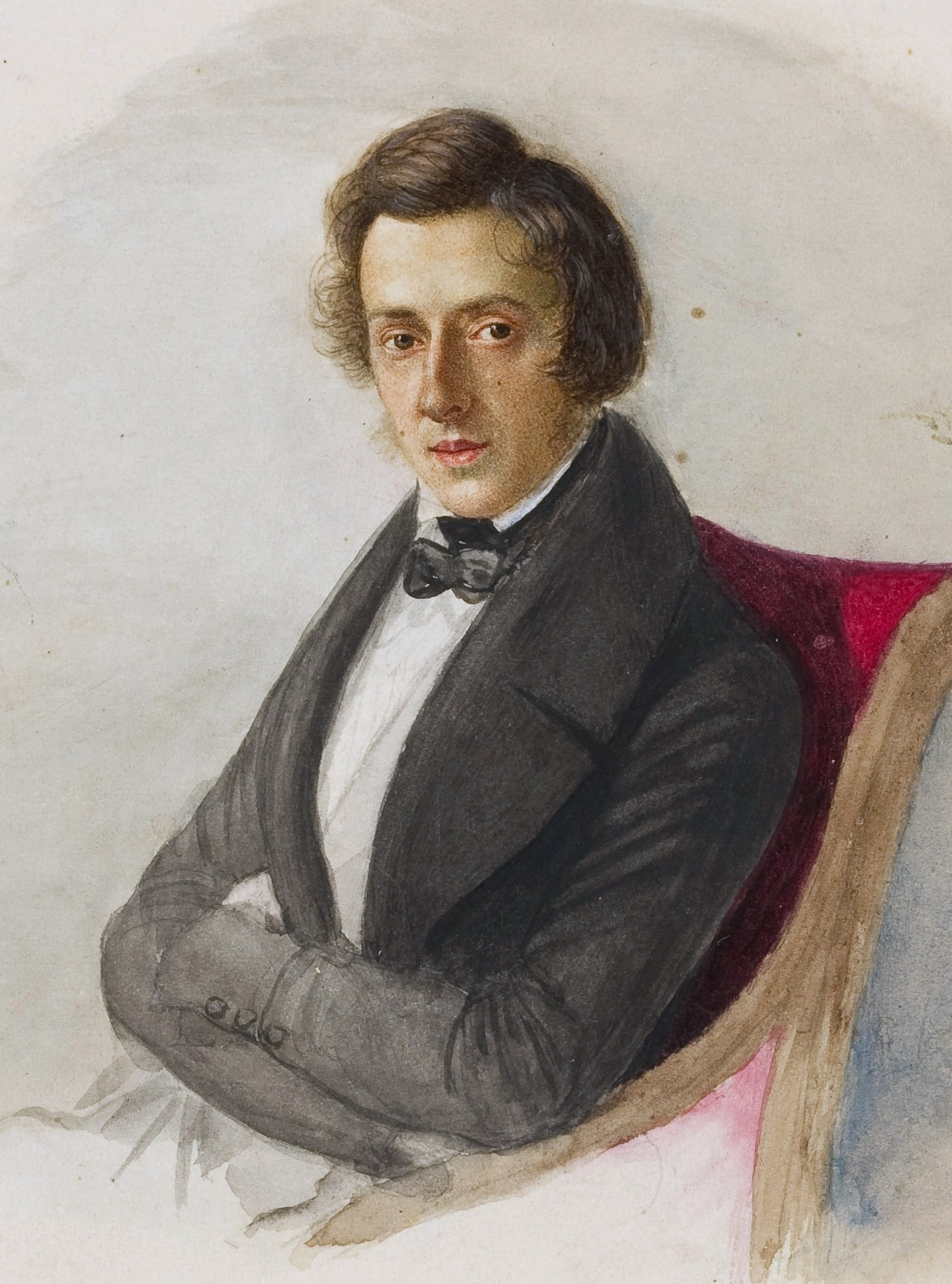
약혼녀 마리아 보진스카가 그린 25세의 쇼팽, 1835년

1830년 11월 2일 바르샤바를 떠날 때 쇼팽은 이탈리아로 갈 계획이었지만, 그곳의 격렬한 소요 사태로 인해 위험한 목적지가 되었다. 그의 다음 선택은 파리였다. 러시아 당국으로부터 비자를 받는 데 어려움이 있어 프랑스 당국으로부터 통과 허가를 받았다. 나중에 그는 여권에 적힌 "Passeport en passant par Paris à Londres"("파리를 경유하여 런던으로 가는 여권") 문구를 인용하며, 자신이 파리에 "잠시 들렀을 뿐"이라고 농담했다. 쇼팽은 1831년 10월 5일 파리에 도착했다.
 그는 다시는 폴란드로 돌아가지 않았고, 그리하여 폴란드 대망명의 많은 망명자 중 한 명이 되었다. 프랑스에서 그는 프랑스식 이름을 사용했고, 1835년 프랑스 시민권을 얻은 후 프랑스 여권을 가지고 여행했다. 쇼팽은 망명 중인 폴란드 동포들과 친구이자 조언자로 가깝게 지냈다. 그는 아버지의 프랑스 혈통에도 불구하고 프랑스어를 유창하게 구사하는 데 불편함을 느꼈고 자신을 프랑스인이라고 생각하지 않았다. 그는 항상 자신을 폴란드인으로 여겼다고 아담 자모이스키는 썼다.
파리에서 쇼팽은 예술가들과 다른 저명한 인물들을 만났고 자신의 재능을 발휘하고 명성을 얻을 많은 기회를 찾았다. 파리에서 보낸 세월 동안 그는 엑토르 베를리오즈, 프란츠 리스트, 페르디난트 힐러, 하인리히 하이네, 외젠 들라크루아, 알프레드 드 비니, 그리고 피아노 제조업자 카미유 플레옐을 그에게 소개시켜 준 프리드리히 칼크브렌너를 비롯한 많은 사람들과 친분을 쌓았다. 이것은 작곡가와 플레옐의 악기 사이의 길고 친밀한 관계의 시작이었다. 쇼팽은 또한 폴란드 문학 협회의 회장인 시인 아담 미츠키에비치와도 친분을 쌓았는데, 그의 시 중 일부를 가곡으로 작곡했다. 그는 또한 자신의 열렬한 숭배자 중 한 명인 아스톨프 드 퀴스틴 후작의 손님으로 여러 번 초대되어 퀴스틴의 살롱에서 자신의 작품을 연주하기도 했다.
파리에서 쇼팽의 삶에 중요한 역할을 하게 될 두 명의 폴란드 친구가 있었다. 바르샤바 음악원 동료 학생이었던 줄리안 폰타나는 원래 영국에서 자리를 잡으려 했으나 실패했고, 음악 사학자 짐 샘슨의 말에 따르면 폰타나는 쇼팽의 "총체적인 잡역부이자 악보 필사자"가 되었다. 파리에서 부유한 금융가이자 사회 명사가 된 알베르트 그지마와는 종종 쇼팽의 조언자 역할을 했으며, 자모이스키의 말에 따르면 "점차 [그의] 삶에서 형의 역할을 맡기 시작했다."
1831년 12월 7일, 쇼팽은 뛰어난 동시대인으로부터 첫 번째 주요 인정을 받았다. 로베르트 슈만은 알게마이네 무지칼리셰 차이퉁에 실린 Op. 2 변주곡 평론(그의 첫 음악 평론)에서 "모두들 모자를 벗어라! 천재다"라고 선언했다. 1832년 2월 25일 쇼팽은 9 rue Cadet에 있는 "살롱 드 므슈 플레옐"에서 데뷔 파리 콘서트를 열어 보편적인 찬사를 받았다. 비평가 프랑수아 조제프 페티스는 레뷰 에 가제트 뮈지칼에 "여기 젊은이가 있다... 어떤 모델도 따르지 않고, 피아노 음악의 완전한 갱신은 아니더라도, 다른 어디에서도 찾을 수 없는 풍부한 독창적인 아이디어를 발견했다..." 이 콘서트 이후 쇼팽은 자신의 본질적으로 친밀한 건반 기술이 대규모 콘서트 공간에 최적화되어 있지 않다는 것을 깨달았다. 그 해 말 그는 부유한 로스차일드 은행 가문에게 소개되었고, 그들의 후원은 그에게 다른 개인 살롱(귀족과 예술 및 문학 엘리트의 사교 모임)의 문을 열어주었다. 1832년 말까지 쇼팽은 파리 음악 엘리트들 사이에서 자리를 잡았고 힐러, 리스트, 베를리오즈와 같은 동료들의 존경을 얻었다. 그는 더 이상 아버지에게 재정적으로 의존하지 않았고, 1832년 겨울에는 작품 출판과 유럽 전역의 부유한 학생들에게 피아노를 가르쳐 상당한 수입을 얻기 시작했다. 이는 그가 싫어했던 공개 콘서트 연주의 부담에서 벗어나게 해 주었다.
쇼팽은 파리에서 공개적으로 거의 연주하지 않았다. 말년에는 주로 300석 규모의 살 플레옐에서 연 1회 콘서트를 열었다. 살롱에서는 더 자주 연주했지만, 친구들 소규모 그룹을 위해 자신의 파리 아파트에서 연주하는 것을 선호했다. 음악학자 아서 헤들리는 "피아니스트로서 쇼팽은 평생 30번 남짓한 최소한의 공개 연주를 바탕으로 최고의 명성을 얻었다는 점에서 독특했다"고 언급했다. 그의 일부 콘서트에 참여한 음악가들의 목록은 이 시기 파리 예술계의 풍요로움을 보여준다. 예를 들어 1833년 3월 23일 콘서트에서는 쇼팽, 리스트, 힐러가 (피아노로) J. S. 바흐의 세 건반 협주곡을 연주했으며, 1838년 3월 3일 콘서트에서는 쇼팽, 그의 제자 아돌프 구트만, 샤를 발랑탱 알캉, 그리고 알캉의 스승 조제프 지메르만이 베토벤의 7번 교향곡 두 악장을 알캉이 여덟 손으로 편곡한 것을 연주했다. 쇼팽은 또한 리스트의 헥사메롱 작곡에도 참여했다. 그는 벨리니 테마의 여섯 번째(마지막) 변주곡을 썼다. 쇼팽의 음악은 곧 출판사에서 성공을 거두었고, 1833년 그는 모리스 슐레진저와 계약을 맺어 자신의 가족 관계를 통해 프랑스뿐만 아니라 독일과 영국에서도 출판되도록 주선했다.

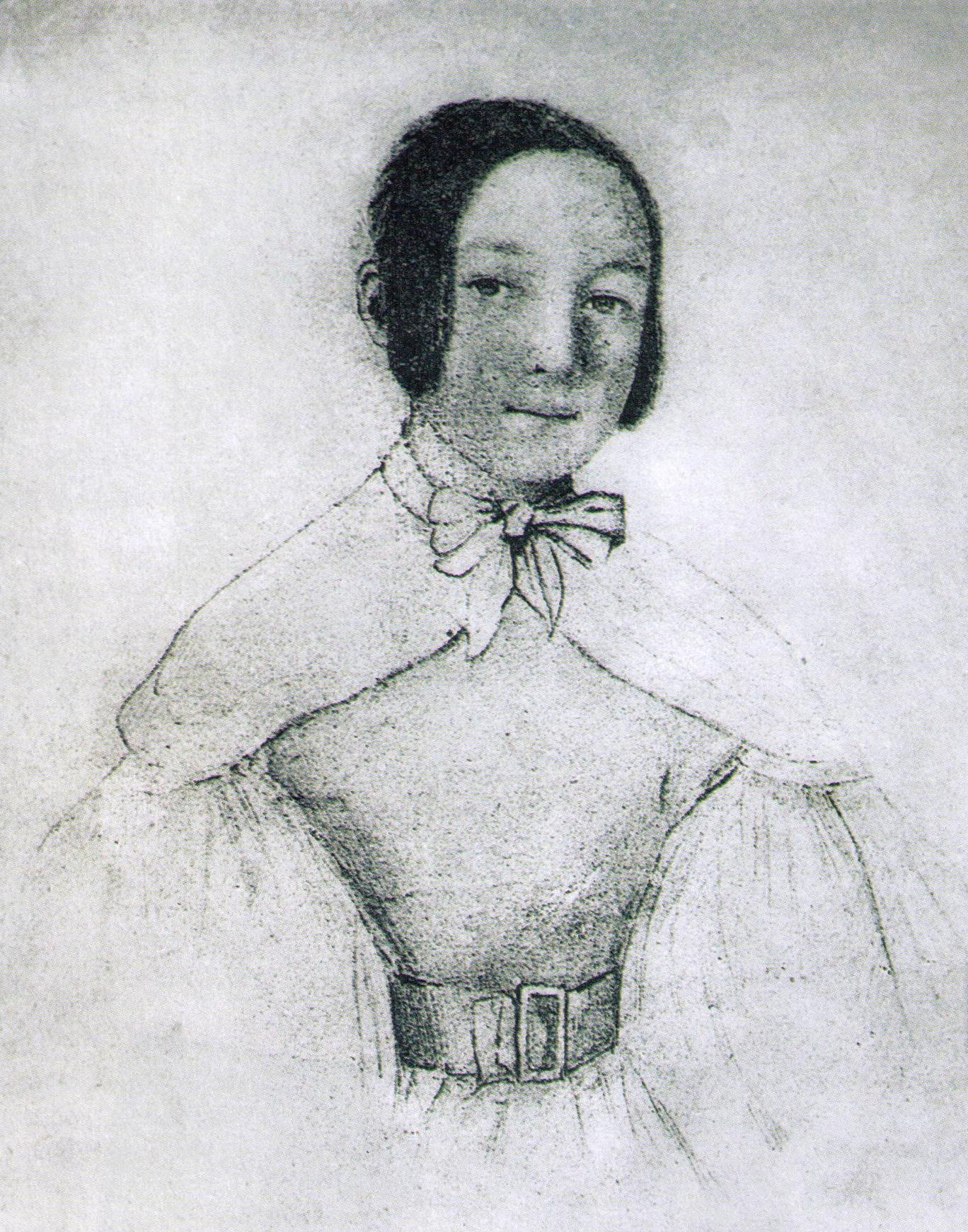
마리아 보진스카, 자화상

1834년 봄, 쇼팽은 힐러와 함께 엑스 라 샤펠에서 열린 라인 음악 축제에 참석했고, 그곳에서 펠릭스 멘델스존을 만났다. 축제 후 세 사람은 멘델스존이 음악 감독으로 임명된 뒤셀도르프를 방문했다. 그들은 멘델스존이 "매우 즐거운 날"이라고 묘사한 하루를 피아노로 음악을 연주하고 토론하며 보냈고, 미술 아카데미의 학장인 프리드리히 빌헬름 샤도프와 그의 저명한 제자들인 레싱, 벤데만, 힐데브란트 그리고 존을 만났다. 1835년 쇼팽은 카를로비바리에 가서 부모님과 함께 시간을 보냈는데, 그것이 그가 부모님을 마지막으로 본 때였다. 파리로 돌아오는 길에 그는 바르샤바 시절의 오랜 친구 보진스키 가족을 만났는데, 그들의 아들들과 딸들 중에 마리아가 있었고, 쇼팽은 폴란드에서 그녀에게 가끔 피아노 레슨을 해준 적이 있었다. 이 만남으로 인해 그는 원래 라이프치히를 통해 파리로 돌아갈 생각이었지만, 드레스덴에 2주 동안 머물게 되었다. 16세 소녀가 그린 작곡가의 초상화는 들라크루아의 그림과 함께 쇼팽의 가장 좋은 초상화 중 하나로 여겨진다.
10월에 그는 마침내 라이프치히에 도착했고, 그곳에서 슈만, 클라라 비크, 그리고 멘델스존을 만났다. 멘델스존은 그를 위해 자신의 오라토리오 성 바울 연주를 조직했고, 그를 "완벽한 음악가"라고 평가했다. 1836년 7월 쇼팽은 마리엔바트와 드레스덴으로 가서 보진스키 가족과 함께 지냈고, 9월에는 마리아에게 청혼했으며, 그녀의 어머니 보진스카 백작부인은 원칙적으로 승인했다. 쇼팽은 라이프치히로 가서 슈만에게 사단조 발라드를 선보였다. 1836년 말, 그는 마리아에게 자신의 누이 루드비카가 자신의 노래 7곡을 새겨 넣은 앨범과 1830년 녹턴 올림다단조, 렌토 콘 그란 에스프레시오네를 보냈다. 마리아로부터 받은 형식적인 감사의 말은 그가 그녀로부터 받은 마지막 편지였다. 쇼팽은 마리아와 그녀의 어머니로부터 받은 편지들을 큰 봉투에 넣고 그 위에 폴란드어로 "나의 슬픔"("Moja bieda")이라고 쓰고, 평생 동안 이 두 번째 사랑의 기념품을 책상 서랍에 보관했다.

#### 프란츠 리스트

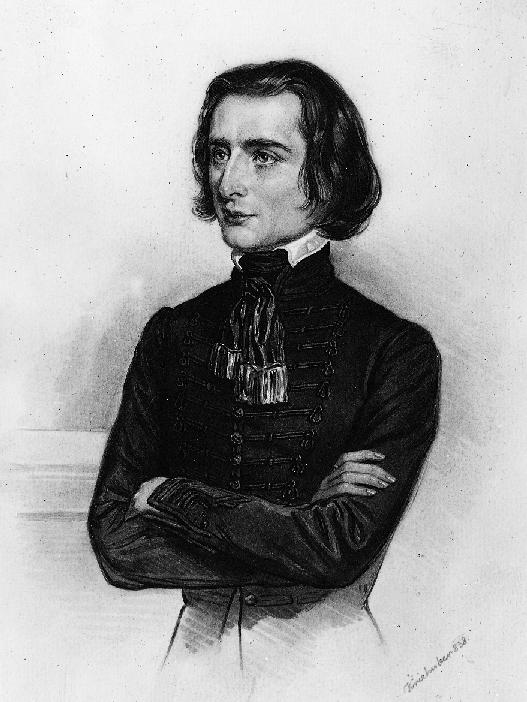
프란츠 리스트, 1838년

쇼팽이 파리에 도착한 후 프란츠 리스트를 처음 만난 것이 정확히 언제인지는 알려져 있지 않지만, 1831년 12월 12일 그는 친구 보이치에호프스키에게 보낸 편지에서 "나는 로시니, 케루비니, 피에르 바이요 등을 만났다. – 칼크브렌너도 만났다. 앙리 헤르츠, 리스트, 힐러 등에 대해 내가 얼마나 궁금해했는지 너는 믿지 못할 것이다"라고 언급했다. 리스트는 1832년 2월 26일 살 플레옐에서 열린 쇼팽의 파리 데뷔 공연에 참석했고, 그로 인해 다음과 같이 말했다: "이 재능 있는 음악가 앞에서 우리의 열정에는 가장 열렬한 박수도 부족해 보였다. 그는 예술 형식에 행복한 혁신을 결합한 새로운 시적 감각의 단계를 드러냈다."
두 사람은 친구가 되었고, 여러 해 동안 파리에서 가까이 살았다. 쇼팽은 38 뤼 드 라 쇼세 당탱에, 리스트는 몇 블록 떨어진 라피트 거리의 프랑스 호텔에 살았다. 그들은 1833년에서 1841년 사이에 일곱 번 함께 공연했다. 첫 번째는 1833년 4월 2일 엑토르 베를리오즈가 파산한 그의 셰익스피어 여배우 아내 해리엇 스미드슨을 위해 조직한 자선 콘서트에서 조르주 온슬로의 피아노 듀엣을 위한 바단조 소나타를 연주했다. 이후의 공동 출연으로는 파리 폴란드 숙녀 자선 협회를 위한 자선 콘서트가 포함되었다. 그들의 마지막 공개 공동 출연은 1841년 4월 25일과 26일 살 플레옐과 파리 음악원에서 열린 본의 베토벤 기념상을 위한 자선 콘서트였다.
두 사람은 서로에게 큰 존경과 찬사를 보였지만, 그들의 우정은 불안정했고 애증 관계의 몇 가지 특성을 가지고 있었다. 해럴드 C. 숀버그는 쇼팽이 리스트의 피아노 연주 기교에 대해 "질투와 악의의 기미"를 보였다고 믿으며, 다른 사람들도 그가 리스트의 연극성, 쇼맨십, 그리고 성공에 매료되었다고 주장했다. 리스트는 쇼팽의 Op. 10 연습곡의 헌정자였으며, 그의 연주는 작곡가로 하여금 힐러에게 "그가 내 연습곡을 연주하는 방식을 훔치고 싶다"고 쓰게 만들었다. 그러나 쇼팽은 1843년에 리스트가 자신의 녹턴 중 하나를 수많은 복잡한 꾸밈음을 추가하여 연주했을 때 불쾌감을 표현했고, 쇼팽은 음악을 악보대로 연주하거나 아예 연주하지 말아야 한다고 말하며 사과를 받아냈다. 쇼팽의 대부분의 전기 작가들은 이 사건 이후 두 사람이 거의 교류하지 않았다고 진술하지만, 1848년까지도 그는 편지에서 그를 "내 친구 리스트"라고 언급했다. 일부 평론가들은 두 남자의 낭만적인 삶에서 두 사람 사이의 균열을 초래한 사건들을 지적한다. 리스트가 자신의 연인 마리 다구의 쇼팽에 대한 집착에 질투를 드러냈다는 주장도 있고, 다른 사람들은 쇼팽이 조르주 상드와의 관계가 깊어지는 것에 대해 우려했다고 믿는다.

#### 조르주 상드

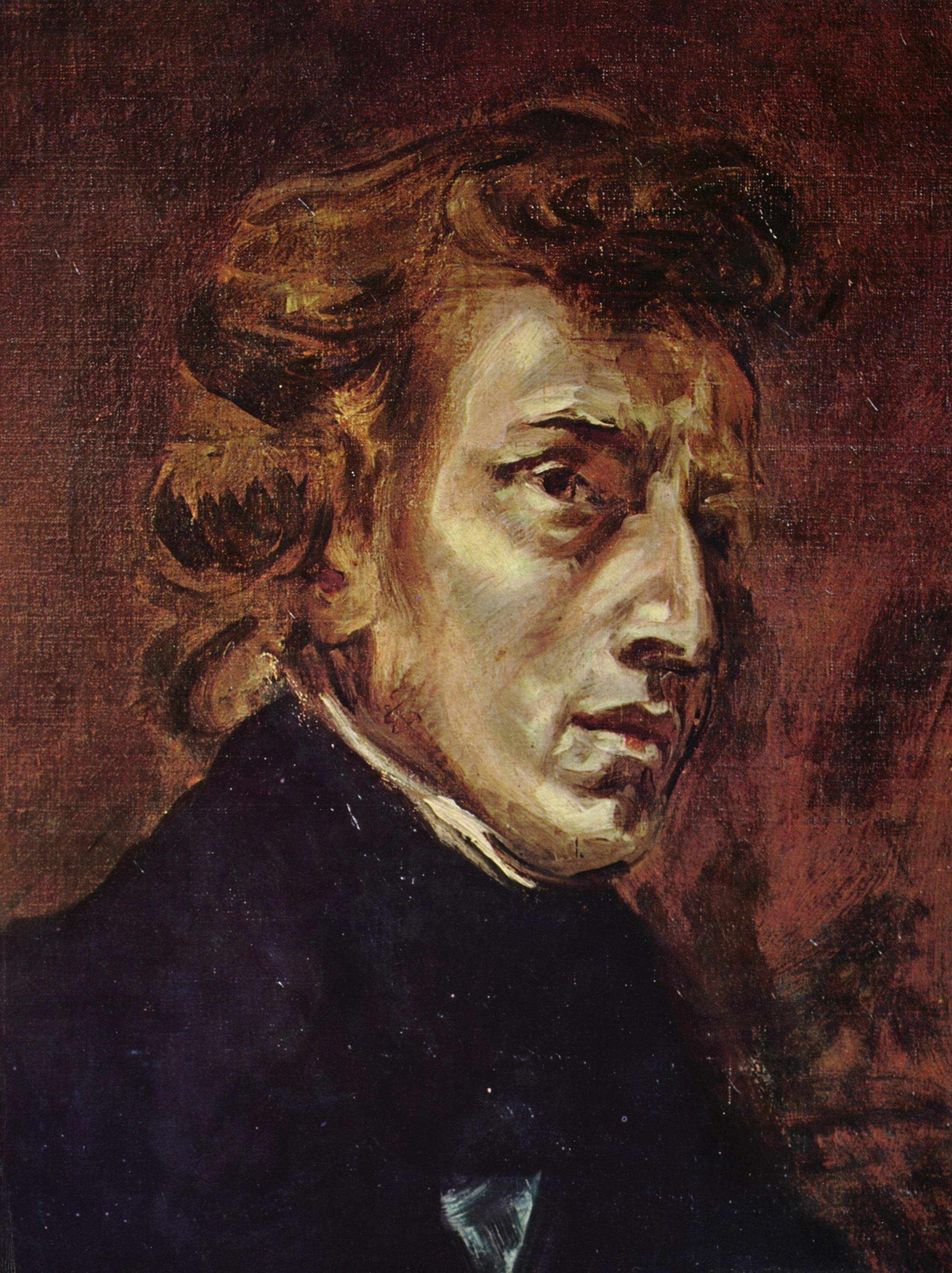
들라크루아의 쇼팽과 상드의 합동 초상화에서 피아노 치는 28세의 쇼팽, 1838년

1836년, 마리 다구의 주최 파티에서 쇼팽은 프랑스 작가 조르주 상드(본명 [아망틴] 오로르 [뤼실] 뒤팽)를 만났다. 작고(키 152cm 미만), 검고, 눈이 크고 시가를 피우는 그녀는 처음에 쇼팽을 불쾌하게 만들었다. 쇼팽은 "상드라는 사람은 정말 매력 없는 사람이다. 그녀가 정말 여자란 말인가?"라고 말했다. 그러나 1837년 초 마리아 보진스카의 어머니는 쇼팽에게 딸과의 결혼이 진행되기 어려울 것임을 편지로 분명히 했다. 그녀는 쇼팽의 건강 문제와 아마도 다구와 상드와 같은 여성들과의 관계에 대한 소문에 영향을 받았을 것으로 추정된다. 쇼팽은 마침내 마리아와 그녀의 어머니로부터 받은 편지들을 봉투에 넣어 그 위에 폴란드어로 "나의 슬픔"이라고 썼다. 1838년 6월 그지마와에게 보낸 편지에서 상드는 작곡가에 대한 강한 감정을 인정하고, 현재의 연애를 포기하고 쇼팽과의 관계를 시작해야 할지 고민했다. 그녀는 그지마와에게 마리아 보진스카와의 관계가 끝났다는 것을 모른 채 쇼팽의 관계를 평가해달라고 요청했다.
1837년 6월, 쇼팽은 피아노 제조업자 카미유 플레옐과 함께 런던을 비밀리에 방문하여 영국 피아노 제조업자 제임스 브로드우드의 집에서 열린 음악회에서 연주했다. 파리로 돌아오자마자 상드와의 관계가 본격적으로 시작되었고, 1838년 7월에는 연인이 되었다. 작곡가보다 여섯 살 위였고 여러 연인 관계를 가졌던 상드는 이 시기에 다음과 같이 썼다. "이 작은 존재가 나에게 미친 영향에 대해 혼란스럽고 놀라웠다고 말해야겠다... 나는 여전히 놀라움에서 벗어나지 못하고 있으며, 자존심이 강한 사람이라면 내가 이렇게 휩쓸렸다는 사실에 굴욕감을 느낄 것이다..." 두 사람은 마요르카섬에서 비참한 겨울(1838년 11월 8일부터 1839년 2월 13일까지)을 보냈는데, 그들은 상드의 두 자녀와 함께 쇼팽의 건강과 상드의 15세 아들 모리스의 건강을 개선하고, 상드의 전 연인 펠리시앙 말르필의 위협을 피하기 위해 여행을 떠났다. 두 사람이 결혼하지 않았다는 사실을 알게 되자, 깊이 보수적인 마요르카 주민들은 비우호적으로 변했고, 숙소를 찾기 어려워졌다. 이로 인해 일행은 발데모사에 있는 옛 카르투시오회 수도원에 머물 수밖에 없었지만, 추운 겨울 날씨를 막아주지는 못했다.

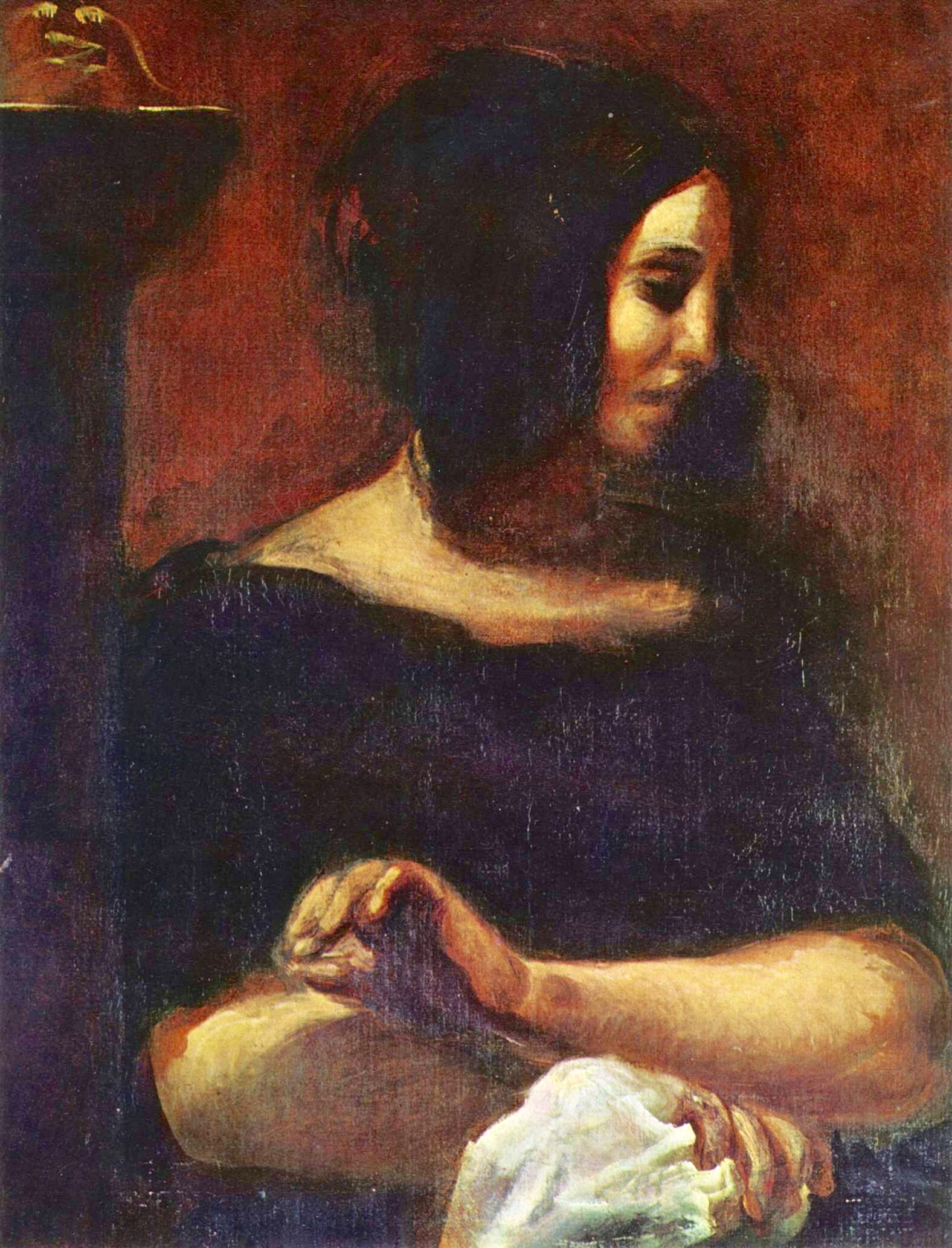
들라크루아의 쇼팽과 상드의 합동 초상화에서 바느질하는 조르주 상드, 1838년

1838년 12월 3일, 쇼팽은 마요르카 의사들의 무능력과 자신의 건강 악화에 대해 불평하며 다음과 같이 말했다: "섬에서 가장 유명한 의사 세 명이 나를 진찰했다... 첫째는 내가 죽었다고 했고, 둘째는 내가 죽어가고 있다고 했으며, 셋째는 내가 죽을 것이라고 했다." 그는 또한 플레옐 피아노를 보내는 데 어려움을 겪어 그동안 팔마에서 후안 바우자가 만든 피아노에 의존해야 했다. 플레옐 피아노는 12월에 마침내 파리에서 도착했고, 쇼팽과 상드가 섬을 떠나기 직전이었다. 쇼팽은 1839년 1월 플레옐에게 편지를 썼다: "나는 당신에게 내 전주곡(Op. 28)을 보낸다. 바다, 나쁜 날씨, 팔마 세관에도 불구하고 최상의 상태로 도착한 당신의 작은 피아노로 이 곡들을 완성했다." 쇼팽은 마요르카에 있는 동안 발라드 2번, Op. 38; 두 곡의 폴로네즈, Op. 40; 그리고 스케르초 3번, Op. 39도 작업할 수 있었다.
이 시기는 생산적이었지만, 나쁜 날씨가 쇼팽의 건강에 너무나 해로운 영향을 미쳐 상드는 섬을 떠나기로 결심했다. 추가 관세를 피하기 위해 상드는 피아노를 현지 프랑스 부부인 카누트에게 팔았다. 일행은 먼저 바르셀로나로, 그 다음 마르세유로 이동하여 쇼팽이 회복하는 동안 몇 달 동안 머물렀다. 마르세유에 머무는 동안, 쇼팽은 1839년 4월 24일 테너 아돌프 누리의 진혼 미사에서 오르간을 연주하는 드문 모습을 보였는데, 프란츠 슈베르트의 가곡 디 슈테르네 (D. 939)를 편곡한 곡이었다. 조르주 상드는 1839년 4월 28일자 편지에서 쇼팽의 연주에 대해 다음과 같이 묘사했다:
쇼팽은 승천 시 오르간을 연주하며 자신을 희생했다. 게다가 그 오르간이라니! 어쨌든 우리 아이는 불협화음이 덜한 스톱을 사용하여 최선을 다했고, 슈베르트의 디 슈테르네를 누리가 사용했던 열정적이고 빛나는 음색이 아닌, 다른 세상에서 들려오는 메아리처럼 부드러운 애처로운 소리로 연주했다. 참석한 사람들 중 두세 명만이 그 의미를 느끼고 눈물을 흘렸다.

1839년 5월, 그들은 여름을 보내기 위해 노앙에 있는 상드의 저택으로 향했고, 그곳에서 1846년까지 대부분의 여름을 보냈다. 가을에는 파리로 돌아왔는데, 쇼팽의 5 rue Tronchet 아파트는 상드가 임대한 rue Pigalle의 숙소와 가까웠다. 그는 저녁마다 상드를 자주 방문했지만, 둘 다 어느 정도 독립성을 유지했다. (1842년에는 그와 상드가 오를레앙 광장으로 이사하여 인접한 건물에 살았다.)
1840년 7월 26일, 쇼팽과 상드는 7월 혁명 10주년을 기념하기 위해 작곡된 베를리오즈의 장엄 승전 교향곡의 드레스 리허설에 참석했다. 쇼팽은 그 작곡에 감명을 받지 않은 것으로 알려졌다.
특히 1839-1843년(1840년 제외)의 노앙에서의 여름 동안 쇼팽은 평화롭고 생산적인 시간을 보냈으며, 이 기간 동안 폴로네즈 내림가장조, Op. 53을 포함한 많은 작품을 작곡했다. 상드는 쇼팽의 창작 과정을 설득력 있게 묘사한다: 영감, 그 고통스러운 정교화 - 때로는 고통스러운 울음과 불평 속에서, 개념에 수백 가지 변화를 주면서 - 결국 원래의 아이디어로 돌아가는 과정.
노앙을 방문한 사람들 중에는 들라크루아와 메조소프라노 폴린 비아르도가 있었는데, 쇼팽은 그녀에게 피아노 기법과 작곡에 대해 조언했다. 들라크루아는 1842년 6월 7일 편지에서 노앙에 머물렀던 경험을 다음과 같이 묘사했다:
주인들은 나를 즐겁게 하는 데 더할 나위 없이 좋았다. 우리가 저녁 식사, 점심 식사, 당구 치기, 산책을 함께하지 않을 때에는 각자 자기 방에 머물며 책을 읽거나 소파에 누워 있었다. 때때로 정원으로 열린 창문에서 쇼팽이 작업하는 음악 소리가 울려 퍼졌다. 이 모든 것이 나이팅게일의 노래와 장미 향기와 뒤섞였다.

#### 쇠퇴

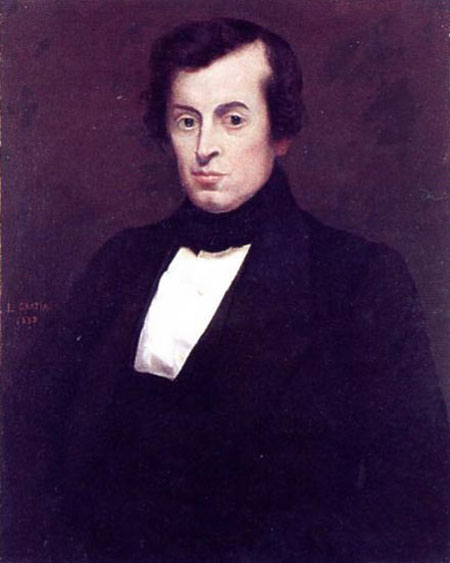
쇼팽, 1838년

1842년부터 쇼팽은 심각한 질병의 징후를 보였다. 1842년 2월 21일 파리에서 독주회를 마친 후 그는 그지마와에게 "온종일 침대에 누워 있어야 해요. 입과 편도선이 너무 아파요"라고 썼다. 1843년 3월 1일 에라르에서 열린 베토벤 7번 교향곡 편곡의 재연에 참여해 달라는 알캉의 서면 초대를 병으로 거절할 수밖에 없었다. 1844년 말, 샤를 알레는 쇼팽을 방문하여 그가 "거의 움직일 수 없었고, 반쯤 접힌 주머니칼처럼 구부러져 있었고 분명히 큰 고통을 겪고 있었다"는 것을 발견했지만, 방문객을 위해 피아노를 연주하기 시작하자 그의 기분은 돌아왔다. 쇼팽의 건강은 특히 이 시기부터 계속 악화되었다. 현대 연구에 따르면, 다른 질병 외에도 그는 측두엽 간질을 앓았을 수도 있다.
이 시기 쇼팽의 작곡 활동은 해마다 양적으로 감소했다. 1841년에는 12곡을 작곡했지만, 1842년에는 6곡, 1843년에는 6곡의 짧은 곡을 작곡했다. 1844년에는 Op. 58 소나타만 작곡했다. 1845년에는 세 곡의 마주르카(Op. 59)가 완성되었다. 이 작품들은 그의 초기 작품들보다 더 세련되었지만, 자모이스키는 "그의 집중력이 약해지고 영감이 정서적, 지적 고뇌에 시달렸다"고 결론지었다. 1846년에는 상드와 그의 딸 솔랑주 그리고 솔랑주의 약혼자이자 재산을 노리는 젊은 조각가 오귀스트 클레장제와 관련된 문제로 쇼팽과 상드의 관계가 틀어졌다. 작곡가는 어머니와의 다툼에서 종종 솔랑주의 편을 들었고, 상드의 아들 모리스의 질투에도 직면했다. 또한 쇼팽은 1848년 2월 혁명에 대한 상드의 열정 등 그녀의 급진적인 정치적 활동에 무관심했다.
작곡가의 병이 진행됨에 따라 상드는 쇼팽에게 연인이라기보다는 간호사에 가까워졌고, 그녀는 쇼팽을 "세 번째 자식"이라고 불렀다. 다른 사람들에게 보낸 편지에서 그녀는 쇼팽을 "아이", "가엾은 천사", "고통받는 자", "사랑하는 작은 시체"라고 언급하며 참을성 없음을 털어놓았다. 1847년 상드는 소설 『루크레치아 플로리아니』를 출판했는데, 주요 등장인물(부유한 여배우와 병약한 왕자)은 상드와 쇼팽으로 해석될 수 있었다. 쇼팽이 있는 자리에서 상드는 들라크루아에게 원고를 소리 내어 읽어주었는데, 들라크루아는 그 의미에 충격과 혼란을 느끼며 "상드 부인은 완전히 편안해 보였고 쇼팽은 찬사를 멈출 수 없었다"고 썼다. 그 해 그들의 관계는 격렬한 서신 교환 끝에 끝이 났는데, 상드의 말에 따르면 그것은 "9년간의 독점적인 우정에 대한 이상한 결론"이었다. 그들의 로맨스를 처음부터 지켜봤던 그지마와는 "만약 쇼팽이 그의 모든 존재를 독살한 G.S. [조르주 상드]를 만나는 불행을 겪지 않았다면, 그는 케루비니의 나이까지 살았을 것"이라고 말했다. 쇼팽은 2년 후 39세의 나이로 사망했고, 작곡가 루이지 케루비니는 1842년 81세의 나이로 파리에서 사망했다.

#### 영국 투어

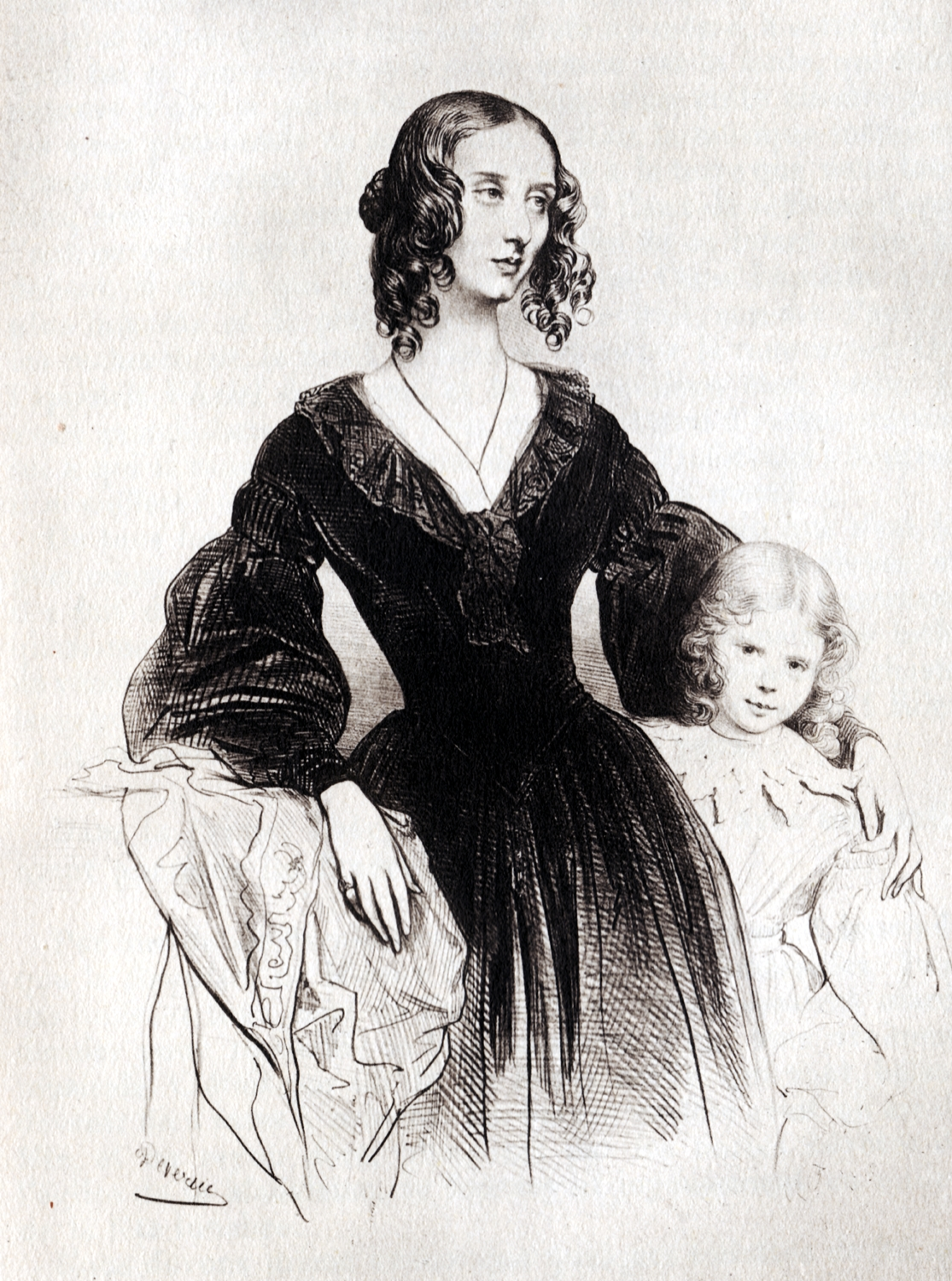
어린 패니 엘긴과 함께한 제인 스털링, c. 1830

쇼팽의 비르투오소로서의 대중적 인기는 시들기 시작했고, 제자들의 수도 줄어들었으며, 이는 당시의 정치적 분쟁과 불안정함과 함께 그에게 재정적 어려움을 초래했다. 1848년 2월, 첼리스트 오귀스트 프랑솜과 함께 그는 마지막 파리 콘서트를 열었는데, 여기에는 첼로 소나타 Op. 65의 세 악장이 포함되었다.
4월, 1848년 파리 혁명 동안 그는 런던으로 떠났고, 그곳에서 여러 콘서트와 대저택의 수많은 리셉션에서 연주했다. 이 투어는 그의 스코틀랜드 제자 제인 스털링과 그녀의 언니가 제안했다. 스털링은 또한 모든 물류 준비를 하고 필요한 자금의 대부분을 제공했다.
런던에서 쇼팽은 도버 스트리트에 숙소를 잡았고, 그곳에서 브로드우드 사는 그에게 그랜드 피아노를 제공했다. 5월 15일 스태퍼드 하우스에서 열린 첫 공연에는 빅토리아 여왕과 앨버트 공이 참석했다. 재능 있는 음악가였던 앨버트 공은 쇼팽의 연주 기술을 보기 위해 건반 가까이 다가섰다. 브로드우드 사는 그를 위한 콘서트도 주선했는데, 참석자 중에는 작가 윌리엄 메이크피스 새커리와 가수 제니 린드도 있었다. 쇼팽은 피아노 레슨으로도 인기가 많았는데, 시간당 1 기니라는 높은 수수료를 받았고, 개인 리사이틀에는 20 기니를 받았다. 7월 7일 콘서트에서는 비아르도와 무대에 함께 섰는데, 그녀는 쇼팽의 마주르카 중 일부를 스페인어 가사로 편곡하여 불렀다. 며칠 후 그는 토머스 칼라일과 그의 아내 제인을 위해 그들의 집인 첼시에서 연주했다. 8월 28일에는 맨체스터 젠틀맨즈 콘서트 홀에서 콘서트를 열어 마리에타 알보니와 로렌조 살비와 함께 무대에 섰다.
늦여름에 그는 제인 스털링의 초대로 스코틀랜드를 방문하여 에든버러 근처의 칼더 하우스와 렌프루셔의 존스톤 성에 머물렀는데, 둘 다 스털링 가족 구성원 소유였다. 그녀는 분명 단순한 우정 이상의 생각을 가지고 있었고, 쇼팽은 그녀에게 그럴 수 없다는 것을 분명히 해야 했다. 그는 이 시기에 그지마와에게 "내 스코틀랜드 여성들은 친절하지만 너무 지루하다"고 썼고, 자신의 관계에 대한 소문에 대해 "결혼 침대보다 무덤에 더 가깝다"고 답했다. 그는 9월 27일 글래스고에서 공개 콘서트를 열었고, 10월 4일 에든버러의 퀸 스트리트 호프툰 룸스(현재 어스킨 하우스)에서 또 다른 콘서트를 열었다. 1848년 10월 말, 에든버러 워리스톤 크레센트 10번지에서 폴란드 의사 아담 위슈친스키와 함께 머무는 동안, 그는 마지막 유언장을 작성했다. – 그는 그지마와에게 "만약 내가 어딘가에서 죽는다면, 내 물건들을 어떻게 처분할지에 대한 일종의 지침"이라고 썼다.
쇼팽은 1848년 11월 16일 런던 길드홀에서 마지막 공개 콘서트를 가졌는데, 이때 그는 마지막 애국적인 제스처로 폴란드 난민들을 위해 연주했다. 이 제스처는 실수로 판명되었는데, 대부분의 참석자들이 쇼팽의 피아노 예술성보다는 춤과 다과에 더 관심이 있었기 때문에 그를 지치게 만들었다. 이때 그는 매우 심각하게 아팠고, 몸무게는 45kg(99파운드) 미만이었으며, 그의 의사들은 그의 병이 말기 단계임을 알고 있었다.
11월 말 쇼팽은 파리로 돌아왔다. 그는 혹독한 겨울 내내 병마에 시달렸지만, 가끔 레슨을 했고 들라크루아, 프랑솜 등 친구들의 방문을 받았다. 가끔은 연주를 하거나, 친구들을 위해 델피나 포토츠카의 노래를 반주하기도 했다. 1849년 여름, 친구들은 그에게 도시 중심에서 떨어진 샤이요에 아파트를 구해 주었는데, 임대료는 숭배자였던 예카테리나 드미트리예브나 수초스-오브레스코바 공주가 비밀리에 보조했다. 1849년 6월에는 제니 린드가 그를 방문했다.

### 사망과 장례식

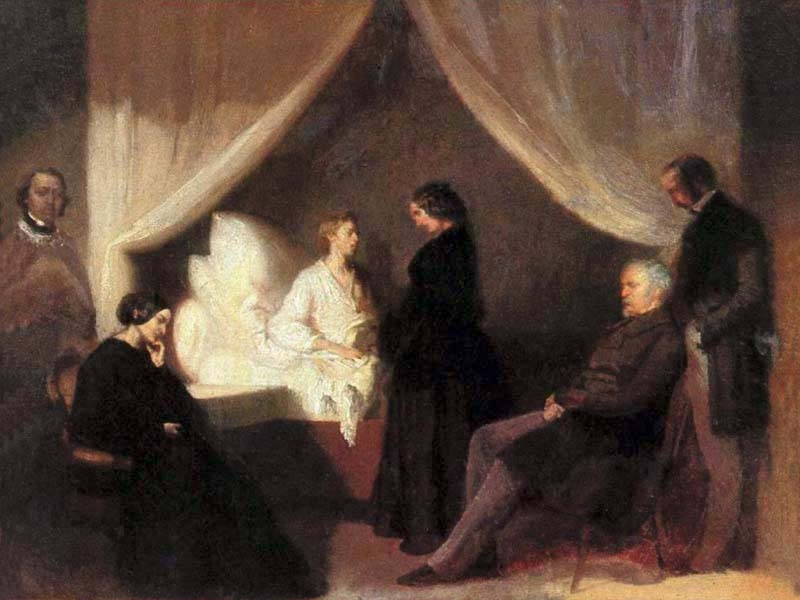
테오필 크비아트코프스키가 제인 스털링의 의뢰로 1849년에 그린 죽음을 맞이하는 쇼팽. 왼쪽부터: 알렉산데르 옐로비츠키; 쇼팽의 누나 루드비카; 마르첼리나 차르토리프스카; 보이치에흐 그지마와; 그리고 테오필 크비아트코프스키

건강이 더욱 악화되자 쇼팽은 가족 구성원이 함께 있기를 원했다. 1849년 6월 그의 누나 루드비카가 남편과 딸과 함께 파리로 왔고, 9월에는 방돔 광장의 오텔 보다르 드 생 제임스에 아파트를 얻었는데, 임대료는 아마도 제인 스털링의 지원을 받았을 것이다. 10월 15일 이후 그의 상태가 현저히 악화되자 소수의 가장 친한 친구들만이 그와 함께 남았다. 비아르도는 냉소적으로 "파리의 모든 위대한 숙녀들은 그의 방에서 기절하는 것을 de rigueur로 여겼다"고 말했다.
친구들 중 일부는 그의 요청에 따라 음악을 연주해 주었다. 그 중 포토츠카는 노래를 불렀고 프랑솜은 첼로를 연주했다. 쇼팽은 미완성 피아노 교습법인 Projet de méthode를 완성하기 위해 알캉에게 유증했다. 10월 17일 자정 직후, 의사가 그에게 다가가 고통이 심하냐고 물었다. "더 이상 그렇지 않다"고 그는 대답했다. 그는 새벽 2시 몇 분 전에 사망했다. 그의 나이 39세였다. 임종 시 참석한 사람들은 그의 누나 루드비카, 알렉산데르 옐로비츠키 신부, 마르첼리나 차르토리프스카 공주, 상드의 딸 솔랑주, 그리고 그의 친한 친구 토마스 알브레히트가 포함된 것으로 보인다. 그날 아침 솔랑주의 남편 클레장제는 쇼팽의 데스 마스크와 그의 왼손 석고상을 만들었다.
파리 마들렌 성당에서 열린 장례식은 10월 30일까지 거의 2주간 연기되었다. 많은 사람들이 참석할 것으로 예상되었기 때문에 입장은 티켓 소지자로 제한되었다. 런던, 베를린, 빈 등지에서 초대받지 않은 3,000명 이상이 도착했지만 입장하지 못했다.
장례식에서는 모차르트의 레퀴엠이 불렸고, 독창자로는 소프라노 잔-아나이스 카스텔랑, 메조소프라노 폴린 비아르도, 테너 알렉시스 뒤퐁, 베이스 루이지 라블라슈가 참여했으며, 쇼팽의 전주곡 4번 마단조와 6번 나단조도 연주되었다. 오르간 연주자는 알프레드 르페뷔르-벨리였다. 쇼팽의 누나 루드비카가 포함된 페르 라셰즈 묘지로 향하는 장례 행렬은 나이 든 아담 차르토리프스키 공작이 이끌었다. 운구차 운반자에는 들라크루아, 프랑솜, 카미유 플레옐이 포함되었다. 묘지에서는 쇼팽 피아노 소나타 2번의 장례 행진곡이 레베르의 관현악 편곡으로 연주되었다.

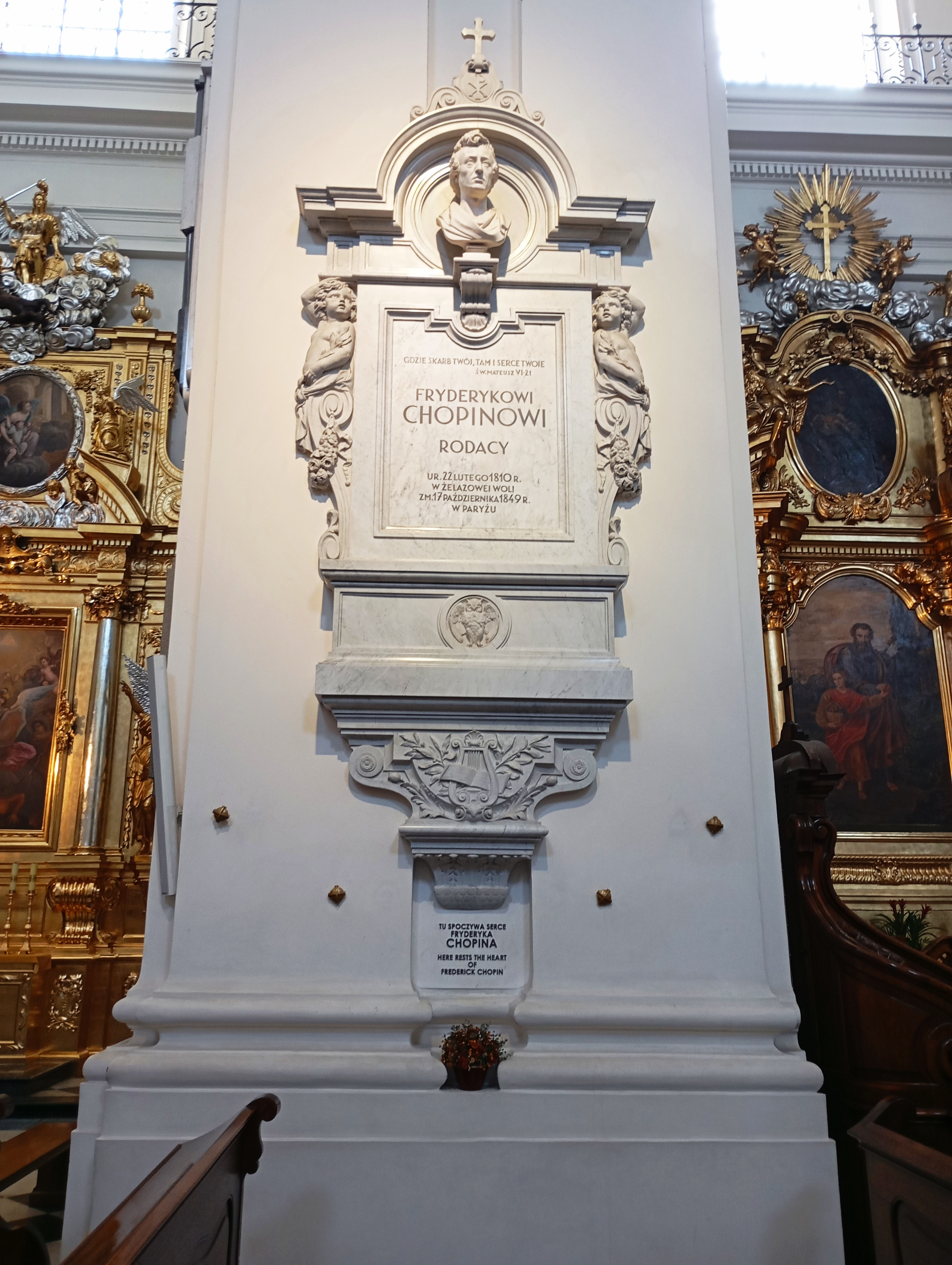
바르샤바 성 십자가 교회 기둥에 있는 기념물 (하단에 쇼팽의 심장이 들어 있음)

음악의 뮤즈, 에우테르페가 부러진 리라 위에서 울고 있는 쇼팽의 묘비는 클레장제가 디자인하고 조각했으며, 1850년 그의 사망 1주년에 설치되었다. 4,500프랑에 달하는 기념비 비용은 제인 스털링이 부담했으며, 그녀는 작곡가의 누이 루드비카의 바르샤바 귀환 비용도 지불했다. 쇼팽의 요청에 따라 루드비카는 그의 심장(의사 장 크루베일리에가 제거하여 꽃병에 알코올에 보존해 두었던 것)을 1850년 폴란드로 다시 가져갔다. 그녀는 또한 상드로부터 쇼팽에게 보낸 200통의 편지 모음집을 가져갔는데, 1851년 이후 이 편지들은 상드에게 반환되어 상드가 파기했다.
쇼팽의 병과 사망 원인은 논쟁의 대상이었다. 그의 사망 진단서에는 사인이 결핵으로 기록되어 있으며, 그의 주치의 크루베일리에는 당시 이 질병에 대한 프랑스 최고 권위자였다. 제시된 다른 가능성으로는 낭포성 섬유증, 간경화증, 그리고 알파-1-항트립신 결핍증이 있다. 2014년 쇼팽의 보존된 심장(병은 개봉되지 않음)에 대한 육안 검사 결과는 2017년 아메리칸 저널 오브 메디신에 처음 발표되었는데, 그의 사망 원인은 만성 결핵 합병증으로 인한 희귀한 심낭염일 가능성이 높다고 시사했다.

## 음악

### 개요
쇼팽의 작품 중 230여 곡이 현존하며, 어린 시절의 일부 작품은 유실되었다. 그의 모든 알려진 작품에는 피아노가 포함되어 있으며, 독주 피아노 음악 외에 피아노 협주곡, 가곡, 실내악 등은 소수에 불과하다.
쇼팽은 베토벤, 하이든, 모차르트, 클레멘티의 전통에서 교육받았으며, 제자들에게 클레멘티의 피아노 교습법을 사용했다. 그는 또한 훔멜이 개발한 비르투오소적이면서도 모차르트적인 피아노 기법의 영향을 받았다. 그는 바흐와 모차르트를 자신의 음악적 시야를 형성하는 데 가장 중요한 두 작곡가로 꼽았다. 쇼팽의 초기 작품은 이그나츠 모셸레스, 프리드리히 칼크브렌너 등의 작품에서 볼 수 있는 당시의 "화려한" 건반 음악 스타일이다. 초기에는 폴란드 민속 음악과 이탈리아 오페라의 영향이 덜 직접적이다. 그의 전형적인 장식(예: 피오리투라)은 노래에서 가져온 것이다. 그의 선율선은 점점 더 모드와 드론과 같은 그의 고향 음악의 특징을 연상시켰다.
쇼팽은 아일랜드 작곡가 존 필드가 발명한 새로운 살롱 장르인 녹턴을 더 깊이 있는 정교함의 수준으로 끌어올렸다. 그는 발라드와 스케르초를 개별 콘서트 곡으로 처음 작곡했다. 그는 자신의 자유로운 전주곡 모음(Op. 28, 1839년 출판)으로 본질적으로 새로운 장르를 확립했다. 그는 리스트, 클레멘티, 모셸레스가 1820년대와 1830년대에 이미 발전시키고 있던 콘서트 연습곡 개념의 시적 잠재력을 그의 두 세트의 연습곡(Op. 10은 1833년 출판, Op. 25는 1837년 출판)에서 활용했다.
쇼팽은 또한 대중적인 춤곡 형식에 더 넓은 범위의 선율과 표현을 부여했다. 쇼팽의 마주르카는 전통적인 폴란드 춤(마주레크)에서 유래했지만, 춤을 위한 것이 아니라 콘서트홀을 위해 작곡되었다는 점에서 전통적인 것과 달랐다. J. 배리 존스가 말했듯이, "마주르카를 유럽 음악 지도에 올린 것은 바로 쇼팽이었다." 그의 생전에 출판된 일곱 곡의 폴로네즈 시리즈(사후에 아홉 곡이 더 출판됨)는 Op. 26 두 곡(1836년 출판)으로 시작하여 이 형식의 음악에 새로운 기준을 세웠다. 그의 왈츠 또한 무도회장이 아닌 살롱 연주를 위해 특별히 작곡되었으며, 춤을 추는 곡들보다 템포가 다소 빠른 경우가 많다.

### 제목, 작품 번호 및 판본

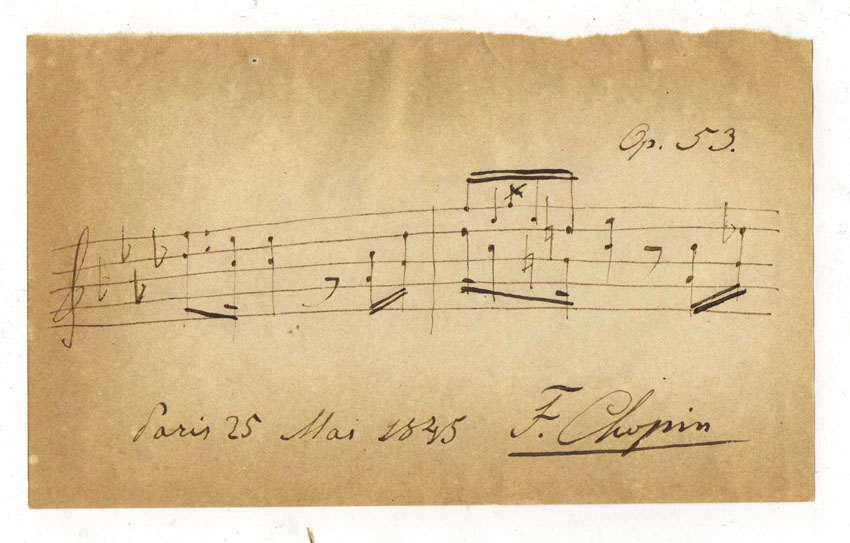
폴로네즈 Op. 53의 자필 악보 인용, 1845년 5월 25일 서명

쇼팽의 잘 알려진 곡들 중 일부는 혁명 연습곡(Op. 10, 12번)과 강아지 왈츠(Op. 64, 1번)처럼 서술적인 제목을 얻었다. 그러나 그의 장례 행진곡을 제외하고, 작곡가는 장르와 번호 외에 기악곡에 이름을 붙인 적이 없었으며, 모든 잠재적인 외적 음악적 연상은 듣는 사람에게 맡겼다. 그의 많은 곡들이 알려진 이름들은 다른 사람들이 지어낸 것이다. 혁명 연습곡이 러시아에 대한 폴란드의 실패한 봉기를 염두에 두고 작곡되었다는 증거는 없다. 그저 그 시기에 나타났을 뿐이다. 그의 소나타 2번(Op. 35)의 세 번째 악장인 장례 행진곡은 그가 제목을 붙인 유일한 경우인데, 소나타의 나머지 부분보다 먼저 작곡되었지만, 어떤 특정 사건이나 죽음이 그것에 영감을 주었는지는 알려져 있지 않다.
쇼팽 자신이 사용한 마지막 작품 번호는 사단조 첼로 소나타에 할당된 65번이었다. 그는 임종 시에 모든 미출판 원고를 파기해 달라는 유언을 남겼다. 그러나 작곡가의 어머니와 누이들의 요청으로 그의 음악 유언 집행인 줄리안 폰타나는 미출판 피아노곡 23곡을 선택하여 8개의 추가 작품 번호(Op. 66–73)로 묶어 1855년에 출판했다. 1857년에는 쇼팽이 생애 여러 단계에서 작곡한 폴란드 가곡 17곡이 Op. 74로 수록되어 출판되었지만, 작품 내 순서는 작곡 순서를 반영하지 않았다.
1857년 이후 출판된 작품들은 작품 번호 대신 다른 목록 지정자를 받았다. 가장 최신 목록은 프레데리크 쇼팽 협회의 인터넷 쇼팽 정보 센터에서 관리한다. 편집자인 폴란드 음악학자 크리스티나 코빌란스카의 이름을 딴 오래된 코빌란스카 목록(일반적으로 'KK' 약자로 표시됨)은 여전히 중요한 학술적 참고 자료로 간주된다. 사후 출판 작품의 최신 목록은 'WN' 약자로 표시되는 프리데리크 쇼팽 작품의 국립판이다.
쇼팽의 초기 출판사로는 모리스 슐레진저와 카미유 플레옐이 있었다. 그의 작품은 곧 19세기 인기 피아노 선집에 실리기 시작했다. 첫 번째 전집은 브라이트코프 & 헤르텔에서 출판되었다(1878-1902). 쇼팽 작품의 현대 학술판 중에는 파데레프스키의 이름을 딴 판본이 있다(그러나 그는 작업이 시작되기 전에 사망했다). 이 판본은 1949년부터 1961년까지 출판되었다. 그러나 학술적 의견은 이 판본에 반대하는 쪽으로 기울었다. 얀 에키에르가 편집하고 1967년부터 2010년까지 출판된 최신 폴란드 국립판은 쇼팽 콩쿠르 참가자들에게 권장된다. 두 판본 모두 선택과 출처에 대한 자세한 설명과 토론을 포함한다.
쇼팽은 당시의 저작권법 때문에 프랑스, 영국, 독일 국가들(즉, 각 곡이나 세트마다 최대 세 개의 개별 출판사와 작업했다)에서 자신의 음악을 출판했다. 따라서 각 작품에는 종종 세 가지 다른 "초판"이 존재한다. 각 판은 서로 다르다. 쇼팽은 그것들을 개별적으로 편집했고, 때때로 편집하는 동안 음악에 일부 수정을 가했다. 게다가 쇼팽은 자필 원고, 주석이 달린 교정본, 필사본을 포함한 다양한 출처를 출판사에게 제공했다. 최근에야 이러한 차이점들이 더 큰 인정을 받았다.

### 형식과 화성

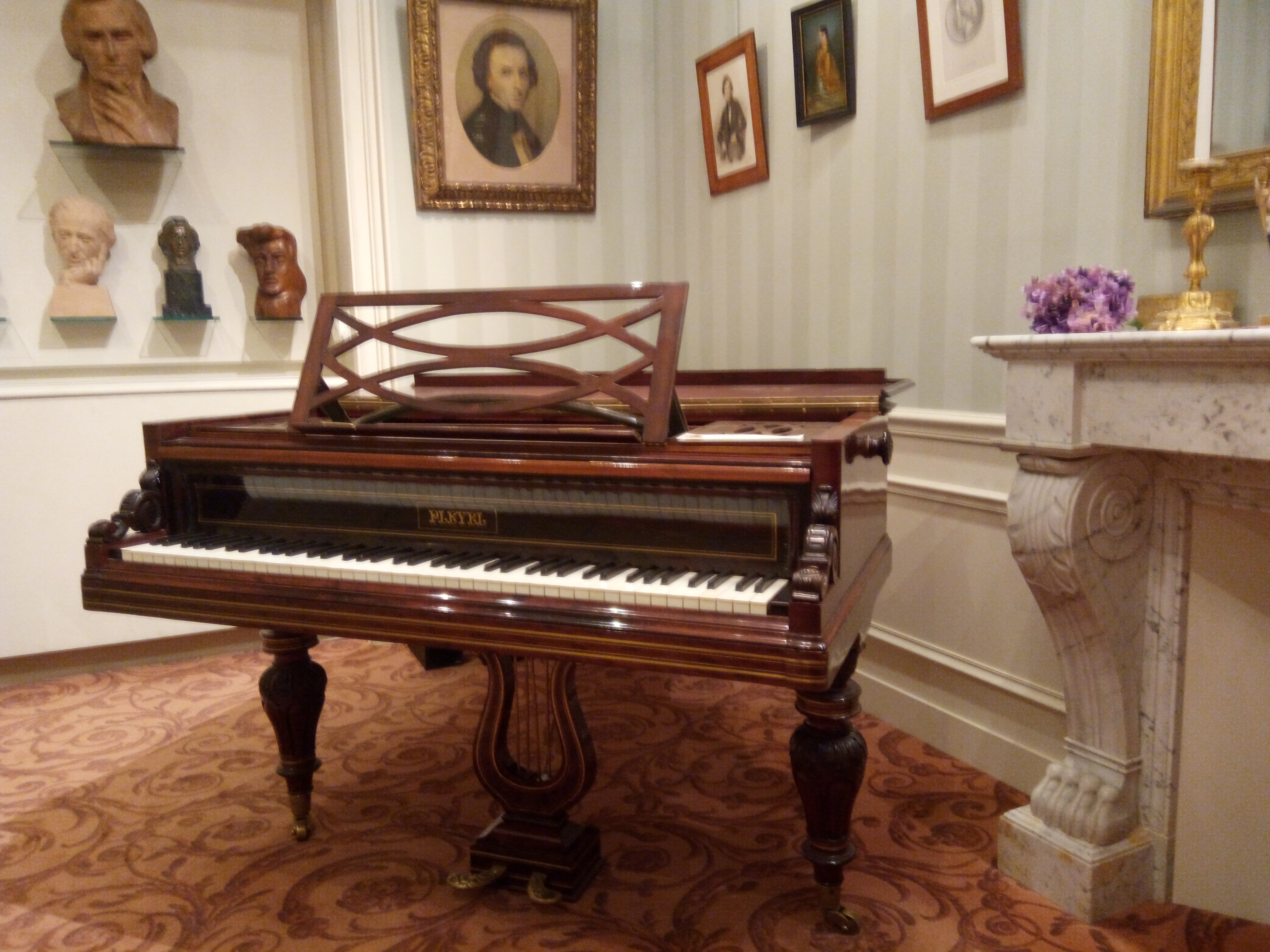
파리 방돔 광장의 쇼팽 살롱에 있는 작곡가의 마지막 거주지 재현.

즉흥은 쇼팽의 창작 과정의 중심에 있다. 그러나 이것이 충동적인 방랑을 의미하는 것은 아니다. 니콜라스 템펄리는 "즉흥은 청중을 위해 고안되었으며, 그 시작점은 청중의 기대인데, 이는 음악 형식의 현재 관습을 포함한다"고 썼다. 두 개의 협주곡을 포함한 피아노와 오케스트라를 위한 작품들은 템펄리에 의해 "단지 화려한 피아노 연주를 위한 수단... 형식적으로 장황하고 극도로 보수적"이라고 여겨진다. 피아노 협주곡(모두 초기 작품이며 1830년에 작곡됨) 이후, 쇼팽은 피아노와 첼로를 위한 후기 소나타를 제외하고는 대규모 다악장 형식에 대한 시도를 하지 않았다. "대신 그는 단순한 전체 디자인에 미묘하고 복잡한 세포 구조를 가진 작품들에서 거의 완벽을 이루었다." 로젠은 쇼팽 개성의 중요한 측면이 4마디 악구를 구조적 단위로 유연하게 다루는 것이라고 제안한다.
J. 배리 존스는 "쇼팽이 콘서트 연주를 위해 의도한 작품들 중에서 네 개의 발라드와 네 개의 스케르초가 최고이며", "뱃노래 Op. 60은 쇼팽의 풍부한 화성 팔레트와 이탈리아풍 선율의 따뜻함이 결합된 예로서 독보적이다"라고 덧붙인다. 템펄리는 "분위기, 주제 재료 및 구조적 세부 사항의 엄청난 다양성"을 포함하는 이 작품들이 확장된 "출발과 귀환" 형식에 기반을 두고 있다고 설명한다. "중간 섹션이 길어지고, 원래의 아이디어에서 조, 분위기, 주제가 더 멀리 떨어질수록, 마침내 도래하는 재현은 더욱 중요하고 극적으로 된다."
쇼팽의 마주르카와 왈츠는 모두 단순한 세도막 또는 삽화 형식이며, 때로는 코다가 있다. 마주르카는 그의 다른 많은 작품보다 더 많은 민속적 특징을 보여주는데, 때로는 선법적 음계와 화성, 그리고 드론 베이스의 사용을 포함한다. 그러나 일부는 또한 특이한 세련미를 보여주는데, 예를 들어 Op. 63 3번은 한 박자 간격의 카논을 포함하고 있는데, 이는 음악에서 매우 드문 일이다.
쇼팽의 폴로네즈는 이 형식에서 그의 폴란드 선배들(스승인 지브니와 엘스너 포함)의 작품보다 현저한 발전을 보여준다. 전통적인 폴로네즈와 마찬가지로 쇼팽의 작품은 3박자이며, 일반적으로 선율, 반주, 종지에서 행진 리듬을 나타낸다. 대부분의 선행 작품들과 달리, 이 작품들은 또한 엄청난 연주 기술을 요구한다.
그의 녹턴은 1832년 쇼팽이 만났던 필드의 녹턴보다 더 구조적이고 감정적 깊이가 깊다. 쇼팽 녹턴의 상당수는 격정적인 표현으로 특징지어지는 중간 부분을 가지고 있어(종종 연주자에게 매우 어려운 요구를 함), 그들의 극적인 특성을 높인다.
쇼팽의 연습곡은 대부분 단순한 세도막 형식이다. 그는 이 곡들을 자신의 피아노 연주 기법을 가르치는 데 사용했다 – 예를 들어, 3도 중복 연주(Op. 25, 6번), 옥타브 연주(Op. 25, 10번), 반복음 연주(Op. 10, 7번).
전주곡 중 많은 곡은 매우 짧으며, 슈만은 "연구의 시작"이라고 묘사했다. J. S. 바흐의 평균율 클라비어곡집에서 영감을 받은 쇼팽의 전주곡들은 오도권을 따라 진행하며(바흐의 반음계 순서와는 다름) 각 장조와 단조의 조성을 가진 전주곡을 만들어낸다. 전주곡들은 아마도 그룹으로 연주될 의도는 없었을 것이며, 심지어 그와 후대의 피아니스트들이 그의 다른 작품이나 심지어 다른 작곡가들의 음악에 대한 일반적인 전주곡으로 사용되었을 수도 있다. 이것은 케네스 해밀턴이 제시한 것으로, 그는 1922년 페루초 부소니의 녹음에서 전주곡 Op. 28 No. 7이 연습곡 Op. 10 No. 5 뒤에 이어진 것을 언급했다.
두 곡의 원숙한 쇼팽 피아노 소나타(2번, Op. 35, 1839년 작곡; 3번, Op. 58, 1844년 작곡)는 4악장으로 구성되어 있다. Op. 35에서 쇼팽은 형식적인 대규모 음악 구조 내에 자신의 비르투오소적 피아노 기법의 많은 요소를 결합했는데, 이는 "화려한 스타일의 공개 피아니즘과 독일 소나타 원리 사이의 일종의 대화"이다. 이 소나타는 바흐와 베토벤의 영향을 모두 보여주는 것으로 간주된다. 바흐의 첼로 모음곡 라장조 6번 (BWV 1012)의 전주곡이 인용되었고, 베토벤의 소나타 Op. 26에 대한 언급도 있는데, 이 소나타는 쇼팽의 Op. 35처럼 느린 악장으로 장례 행진곡을 가지고 있다. 쇼팽 Op. 35의 마지막 악장은 짧은(75마디) 무궁동으로, 양손이 변형되지 않은 옥타브 유니즌으로 내내 연주되는데, 슈만을 포함한 동시대 사람들에게 충격적이고 음악답지 않다는 평을 받았다. Op. 58 소나타는 독일 전통에 더 가깝고, 쇼팽에 따르면 브람스에 버금가는 복잡한 대위법 악절이 많다.
쇼팽의 화성 혁신은 부분적으로 그의 건반 즉흥 연주 기법에서 비롯되었을 수 있다. 그의 작품에서 템펄리는 "새로운 화성 효과는 종종 일반적인 꾸밈음이나 경과음과 반주 멜로디의 결합에서 비롯되며", 종지는 으뜸음 이외의 화음(나폴리 6화음과 감7화음) 사용 또는 갑작스러운 다른 조성으로의 전환으로 인해 지연된다. 코드 진행은 때때로 클로드 드뷔시와 같은 후대 작곡가들의 변화하는 조성을 예견하며, 이는 쇼팽의 선법 화성 사용과도 유사하다.

### 기법과 연주 스타일

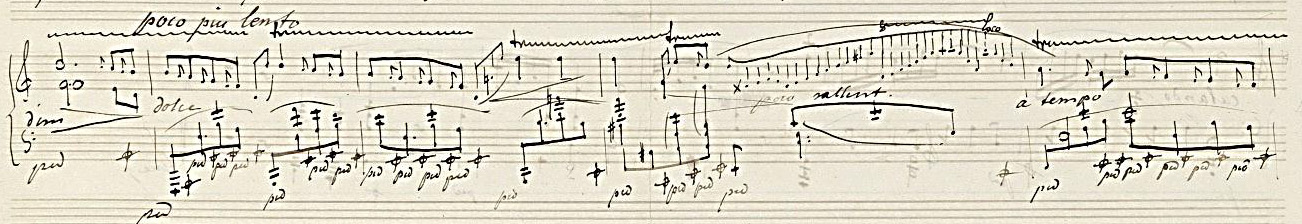
쇼팽의 녹턴 Op. 62 No. 1 (1846년, 작곡가 자필) 발췌

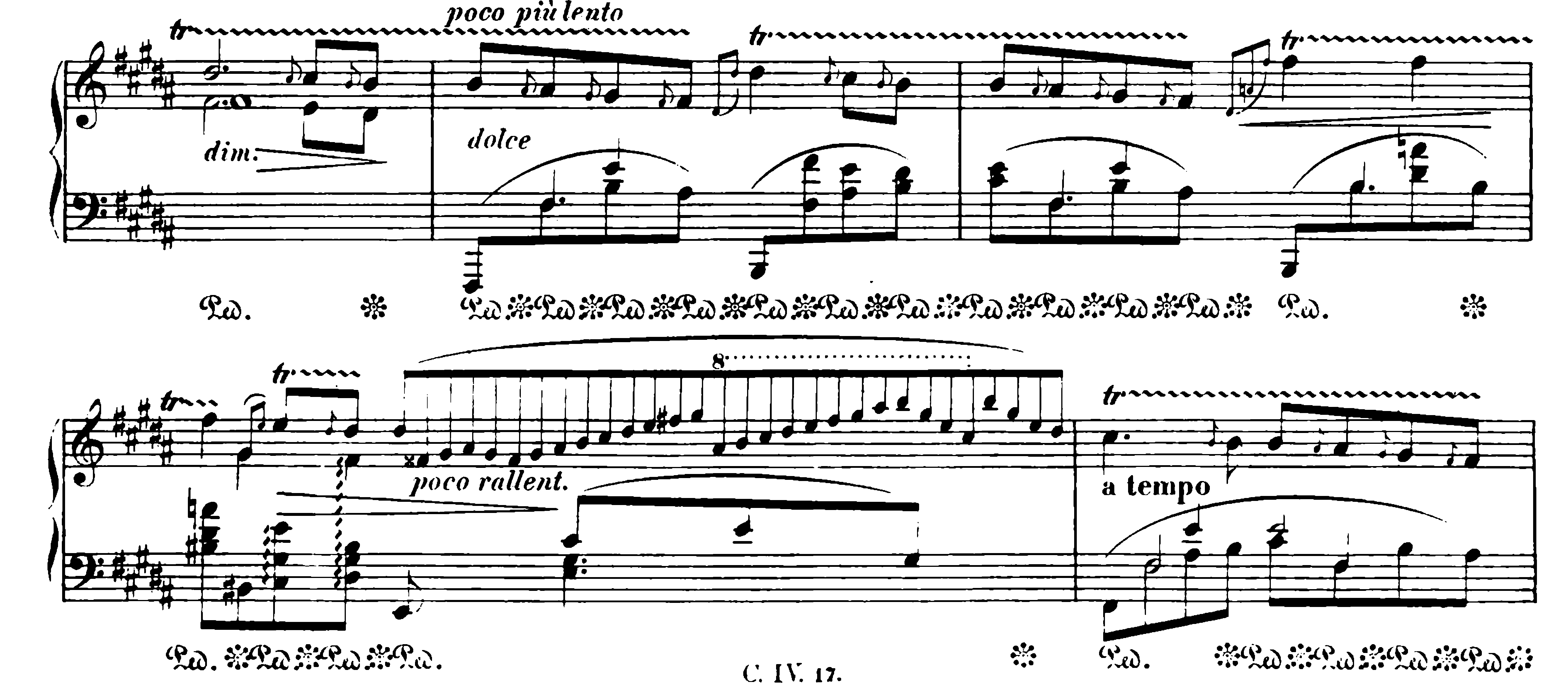
동일한 악절 (1881년 쉬르머 판본). 이 예시들은 쇼팽의 전형적인 트릴, 꾸밈음, 그리고 섬세한 페달링과 템포 지시를 보여준다.

1841년 레옹 에스쿠디에는 그 해 쇼팽이 연주한 리사이틀에 대해 "쇼팽은 피아노 학파와 작곡 학파의 창시자라고 할 수 있다. 진정으로, 작곡가가 피아노에서 예비 연주하는 가벼움, 부드러움과 견줄 수 있는 것은 아무것도 없다. 게다가 독창성, 품격, 우아함으로 가득 찬 그의 작품과 비교할 수 있는 것도 없다"고 썼다. 쇼팽은 표준적인 연주 방식에 따르기를 거부했으며, 잘 연주하는 데 정해진 기법이 없다고 믿었다. 그의 스타일은 독립적인 손가락 기법 사용에 광범위하게 기반을 두었다. 그의 Projet de méthode에서 그는 다음과 같이 썼다: "모든 것은 좋은 운지법을 아는 문제이다... 우리는 손의 나머지 부분, 손목, 팔뚝, 상완도 사용해야 한다." 그는 또한 "가장 아름다운 음질을 쉽게 얻기 위해, 짧은 음표와 긴 음표를 연주하는 방법을 알기 위해, 그리고 무한한 기교를 얻기 위해 건반에 대한 손의 특정 위치를 연구하기만 하면 된다"고 말했다. 쇼팽 음악에서 이러한 기법 접근 방식의 결과는 건반의 전체 범위를 자주 사용하는 것, 이중 옥타브 및 다른 화음 묶음의 악절, 빠르게 반복되는 음표, 꾸밈음 사용, 그리고 양손 간의 대조적인 리듬(예: 4대 3) 사용을 포함한다.
조나단 벨먼은 현대 콘서트 연주 스타일이 – 19세기 후반에서 20세기 음악 음악 학교의 "음악원" 전통에 뿌리를 두며, 대형 강당이나 녹음에 적합한 – 쇼팽의 보다 친밀한 연주 기법에 역행한다고 썼다. 작곡가 자신은 한 제자에게 "콘서트는 결코 진짜 음악이 아니며, 그 안에서 예술의 가장 아름다운 모든 것을 듣겠다는 생각은 포기해야 한다"고 말했다. 동시대 기록에 따르면 쇼팽은 연주 시 "항상 높은 음으로 크레셴도"와 같은 잘못 알려진 엄격한 절차를 피했지만, 표현적인 프레이징, 리듬의 일관성, 섬세한 색채를 중요하게 생각했다. 베를리오즈는 1853년에 쇼팽이 "일종의 반음계 자수를 만들었는데... 그 효과가 너무나 기이하고 통렬하여 묘사할 수 없으며... 쇼팽 자신 외에는 거의 아무도 이 음악을 연주하고 이 특이한 변화를 줄 수 없다"고 썼다. 힐러는 "다른 사람의 손에서는 우아한 장식이었던 것이 그의 손에서는 다채로운 꽃다발이 되었다"고 썼다.
쇼팽의 음악은 자주 루바토로 연주되는데, "연주 시 엄격한 시간을 무시하고 표현 효과를 위해 일부 음표 값을 '도둑질'하는 관행"이다. 그의 작품에 어느 정도, 어떤 종류의 루바토가 적절한지에 대해서는 의견이 다르다. 찰스 로젠은 "쇼팽의 마주르카에서 루바토에 대한 대부분의 표기된 지시는 발견된다... 쇼팽은 모차르트에게 매우 중요했던 더 오래된 형태의 루바토를 사용했을 가능성이 높다... [이 경우] 오른손의 멜로디 음표는 베이스 음표보다 늦게 연주된다... 이 루바토의 관련 형태는 화음의 아르페지오이며, 이는 멜로디 음표를 지연시킨다. 쇼팽의 제자 카롤 미쿨리에 따르면 쇼팽은 이 관행에 단호히 반대했다."

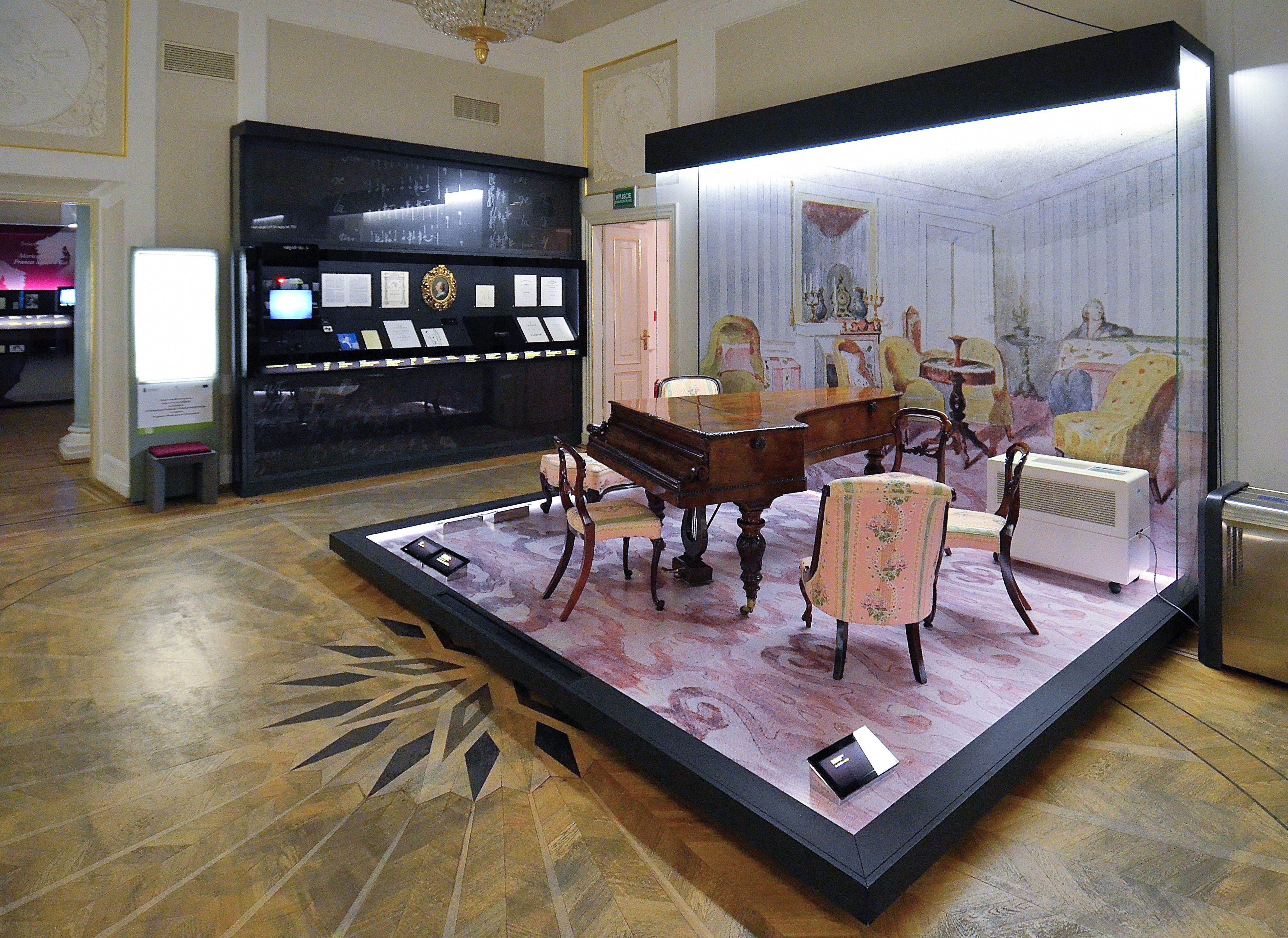
1848-49년에 사용된 쇼팽의 마지막 플레옐 피아노 (프레데리크 쇼팽 박물관, 바르샤바)

쇼팽의 제자 프리데리케 뮐러는 다음과 같이 썼다:
[그의] 연주는 항상 고상하고 아름다웠다. 그의 음색은 완전한 포르테에서든 가장 부드러운 피아노에서든 노래했다. 그는 제자들에게 이러한 레가토, 칸타빌레 연주 스타일을 가르치는 데 무한한 노력을 기울였다. 그의 가장 혹독한 비판은 '그(녀)는 두 음표를 연결할 줄 모른다'는 것이었다. 그는 또한 리듬에 대한 가장 엄격한 준수를 요구했다. 그는 모든 지연과 끌림, 잘못된 루바토, 과장된 리타르단도를 싫어했다... 그리고 바로 이 점에서 사람들이 그의 작품을 연주할 때 엄청난 실수를 저지른다.

### 악기들
바르샤바에 살 때, 쇼팽은 피아노 제작자 프뤼데뤼크 부흐홀츠가 만든 악기로 작곡하고 연주했다. 후에 파리에서 쇼팽은 플레옐로부터 피아노를 구입했다. 그는 플레옐의 피아노를 "최고"라고 평가했다. 프란츠 리스트는 파리에서 쇼팽과 친분을 쌓았고, 쇼팽의 플레옐 피아노 소리를 "수정과 물의 결합"이라고 묘사했다. 1848년 런던에 있을 때 쇼팽은 편지에서 자신의 피아노에 대해 언급했다: "나는 플레옐, 브로드우드, 그리고 에라르 피아노 세 대가 있는 큰 응접실을 가지고 있다."

### 폴란드 정체성
쇼팽 작품의 "폴란드적 특성"은 의심할 여지가 없다. 그가 폴로네즈와 마주르카를 작곡했기 때문이 아니라... 이 형식들은... 외부에서 이질적인 이념적, 문학적 내용을 종종 채워 넣었다. ... 예술가로서 그는 낭만주의의 특징이었던 음악의 문학적-드라마적 특성과는 거리가 먼 형식을 찾았고, 폴란드인으로서 그는 자신의 작품에 민족 역사의 비극적 단절의 본질을 반영하고 본능적으로 자신의 민족을 가장 깊이 표현하고자 했다. ... 왜냐하면 그는 예술을 드라마적, 역사적 내용의 한계에서 해방시킴으로써 자신의 음악에 가장 지속적이고 진정으로 폴란드적인 자질을 불어넣을 수 있다고 이해했기 때문이다. "국민 음악"이라는 문제에 대한 이러한 태도 – 그의 예술에 대한 영감받은 해결책 – 이 쇼팽의 작품이 폴란드 밖에서도 어디에서나 이해될 수 있었던 이유이다. ... 바로 여기에 그의 영원한 활력의 이상한 수수께끼가 있다.
마주르카와 폴로네즈를 통해 쇼팽은 음악에 새로운 민족주의 의식을 도입했다는 평가를 받는다. 슈만은 1836년 피아노 협주곡 평론에서 작곡가의 고향 폴란드에 대한 강한 감정을 강조하며 다음과 같이 썼다:
이제 폴란드인들이 깊은 슬픔에 잠겨 있으니([11월 봉기— 1830년 11월 봉기]] 실패 후), 우리 예술가들에게 그들의 호소는 더욱 강하다... 북방의 강력한 전제군주(니콜라이 1세)가 쇼팽의 작품, 그의 마주르카의 단순한 선율 속에 위험한 적이 숨어 있다는 것을 안다면, 그는 그의 음악에 금지령을 내릴 것이다. 쇼팽의 작품은 꽃 속에 묻힌 대포다!

1863년 프란츠 리스트의 이름으로 출판된(하지만 아마도 카롤린 추 자인-비트겐슈타인이 썼을 것이다) 쇼팽 전기는 쇼팽이 "전 민족의 시적 감각을 개인화한 최초의 음악가 중 하나로 꼽혀야 한다"고 말한다.
일부 현대 평론가들은 쇼팽의 "민족주의적" 또는 "애국적" 작곡가로서의 중요성을 과장하는 것에 반대한다. 조지 골로스는 폴란드 음악가 미하우 클레오파스 오긴스키와 프란치셰크 레셀을 포함한 중앙 유럽의 이전 "민족주의적" 작곡가들이 폴로네즈와 마주르카 형식을 사용했다고 언급한다. 바르바라 밀레프스키는 쇼팽의 폴란드 음악 경험이 민속 음악보다는 "도시화된" 바르샤바 버전에서 더 많이 왔으며, 야히메츠키 등이 그의 작품에서 진정한 민속 음악을 증명하려는 시도는 근거가 없다고 주장한다. 리처드 타루스킨은 쇼팽의 작품에 대한 슈만의 태도를 생색내는 것으로 비난하며, 쇼팽은 "폴란드 애국심을 깊고 진심으로 느꼈지만" 의식적으로 바흐, 베토벤, 슈베르트, 필드의 전통을 본떠 자신의 작품을 만들었다고 언급한다.
윌리엄 애트우드는 이러한 견해들을 다음과 같이 조화시키려 한다.
의심할 여지 없이 [쇼팽의] 폴로네즈와 마주르카와 같은 전통적인 음악 형식의 사용은 유럽과 신세계에 흩어져 있던 폴란드인들 사이에서 민족주의적 감정과 결속감을 불러일으켰다... 어떤 이들은 [그것들]에서 위안을 찾았고, 다른 이들은 자유를 위한 지속적인 투쟁에서 힘의 원천을 찾았다. 쇼팽의 음악이 의식적인 애국적 의도보다는 직관적으로 그에게 다가왔음에도 불구하고, 그것은 폴란드 민족의 의지를 상징하는 역할을 했다...

### 평판과 영향

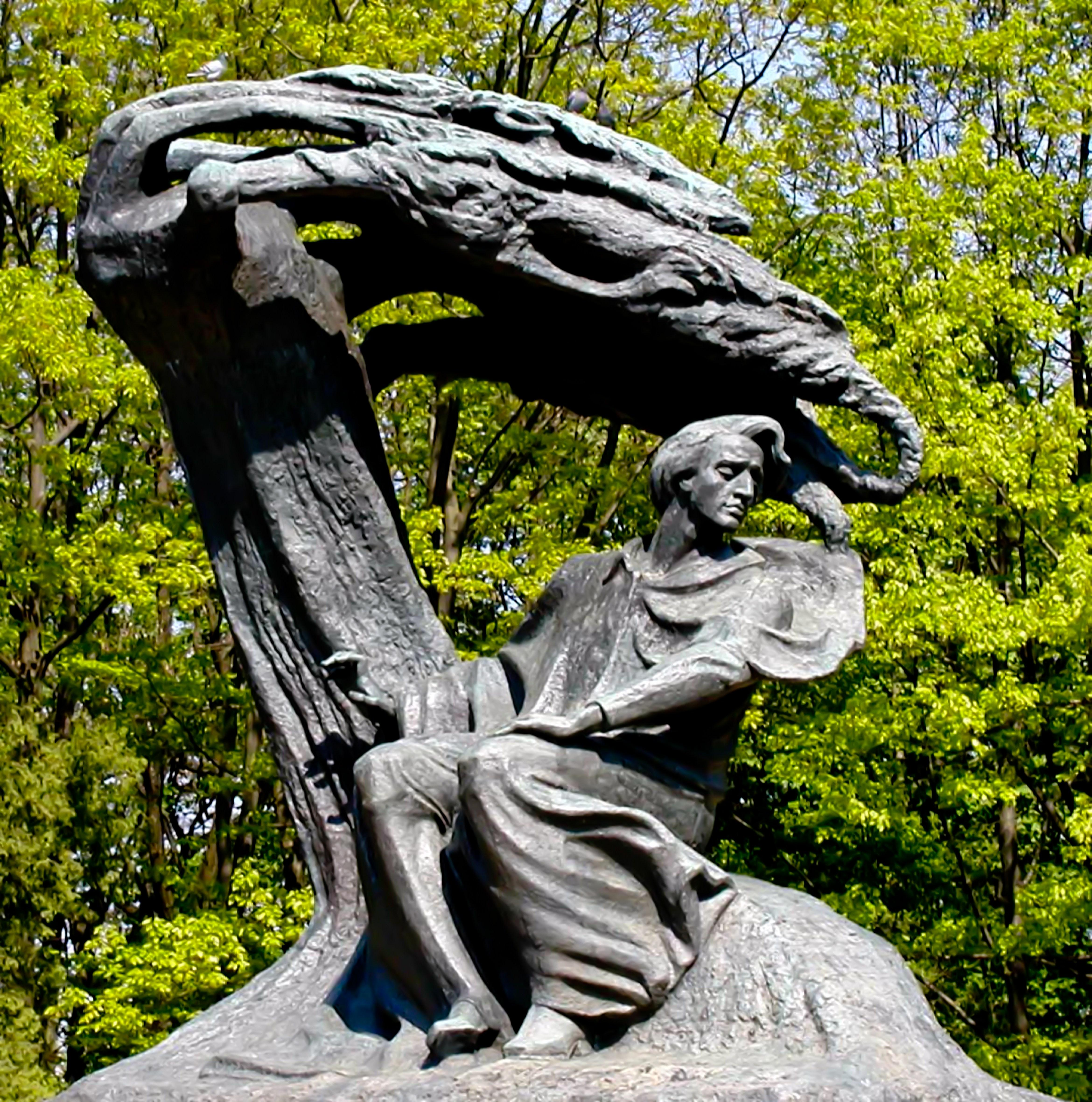
바르샤바 쇼팽 기념비, 와지엔키 공원, 바르샤바, 바츠와프 시마노프스키 설계

존스는 "피아노를 위해 거의 모든 것을 작곡했음에도 불구하고 쇼팽이 작곡가로서 차지하는 독특한 위치는 거의 의문시되지 않았다"고 언급한다. 그는 또한 쇼팽이 1831년에 파리에 도착한 것이 행운이었다고 언급하며 – "예술적 환경, 그의 음악을 출판할 의사가 있는 출판사들, 부유하고 귀족적인 그의 레슨에 쇼팽이 요구하는 대가를 지불한 사람들" – 이러한 요소들과 그의 음악적 천재성이 그의 동시대 및 후대의 명성에도 기여했다고 말한다. 그의 병과 연애 사건이 낭만주의의 일부 고정관념에 부합하지만, 그의 공개 리사이틀(유행하는 파리 사교 모임에서의 연주와 대조적으로)의 희귀성은 아서 허칭스로 하여금 그가 리스트와 앙리 헤르츠와 같은 낭만주의 동시대인들 사이에서 "바이런적 과시 부족과 귀족적인 은둔성으로 인해 예외적"이라고 제안하게 했다.
피아니스트이자 작곡가로서 쇼팽의 자질은 많은 동료 음악가들에게 인정받았다. 슈만은 그의 모음곡 사육제에서 그를 위한 곡을 지었으며, 쇼팽은 나중에 발라드 2번 바장조를 슈만에게 헌정했다. 쇼팽 음악의 요소들은 리스트의 많은 후기 작품에서 발견될 수 있다. 리스트는 나중에 쇼팽의 폴란드 가곡 중 여섯 곡을 피아노로 편곡했다. 덜 긴장된 우정은 알캉과의 관계였는데, 그는 쇼팽과 민속 음악 요소에 대해 논의했고 쇼팽의 죽음에 깊은 영향을 받았다.
파리에서 쇼팽은 프리데리케 뮐러를 비롯한 여러 제자를 두었는데, 그녀는 그의 가르침에 대한 회고록을 남겼으며 신동 칼 필치에게도 가르침을 주었다. 쇼팽과 상드 모두 그에게 헌신적이었고, 쇼팽은 그에게 주 3회 레슨을 주었으며, 예외적으로 작곡 레슨을 준 유일한 제자였다. 그는 여러 차례 그와 함께 콘서트 무대에 서기도 했다. 쇼팽의 오랜 제자 두 명인 카롤 미쿨리와 조르주 마티아스는 그들 자신도 피아노 교사였으며, 그의 연주에 대한 세부 사항을 제자들에게 전수했고, 그들 중 일부(예: 라울 코찰스키)는 그의 음악을 녹음하기도 했다. 쇼팽의 스타일에 영향을 받은 다른 피아니스트와 작곡가로는 루이스 모로 고트샬크, 에두아르 볼프, 피에르 지메르만 등이 있다. 클로드 드뷔시는 자신의 1915년 피아노 연습곡을 쇼팽의 기억에 헌정했다. 그는 파리 음악원에서 공부하는 동안 쇼팽의 음악을 자주 연주했으며, 출판사 자크 뒤랑을 위해 쇼팽의 피아노 음악 편집을 맡았다.
다음 세대의 폴란드 작곡가들에는 모리츠 모슈코프스키와 같은 비르투오소들이 있었지만, J. 배리 존스의 의견으로는 그의 동포들 중 "한 명의 가치 있는 후계자"는 카롤 시마노프스키였다. 에드바르 그리그, 안토닌 드보르자크, 이사크 알베니스, 표트르 차이콥스키, 세르게이 라흐마니노프 등은 비평가들에 의해 쇼팽의 민족적 선율과 관용구 사용에 영향을 받았다고 평가된다. 알렉산드르 스크랴빈은 쇼팽의 음악에 헌신했으며, 그의 초기 출판 작품에는 19개의 마주르카와 수많은 연습곡과 전주곡이 포함되어 있다. 그의 스승 니콜라이 즈베레프는 연주자로서의 기교를 향상시키기 위해 그에게 쇼팽의 작품을 철저히 가르쳤다. 20세기에는 조지 크럼, 레오폴드 고도프스키, 보후슬라프 마르티누, 다리우스 미요, 이고르 스트라빈스키, 에이토르 빌라로부스 등 쇼팽의 음악에 경의를 표하거나 (일부의 경우 패러디하기도 한) 작곡가들이 있었다.
쇼팽의 음악은 미하일 포킨이 안무하고 알렉산드르 글라주노프가 관현악한 1909년 발레 쇼팽니아나에 사용되었다. 세르게이 댜길레프는 나중 작품들을 위해 스트라빈스키, 아나톨리 랴도프, 세르게이 타네예프, 니콜라이 체레프닌에게 추가 관현악 편곡을 의뢰했는데, 이 작품들은 Les Sylphides라는 제목으로 사용되었다. 벤저민 브리튼, 로이 더글러스, 알렉산드르 그레차니노프, 고든 제이콥, 모리스 라벨을 포함한 다른 유명 작곡가들도 이 발레를 위해 관현악 편곡을 만들었지만, 라벨의 악보는 유실되었다.
음악학자 에린 나이트는 "19세기에 쇼팽과 그의 음악은 흔히 여성적이고, 양성적이며, 유치하고, 병약하며, '민족적으로 다른' 것으로 여겨졌다."'" 음악 역사가 제프리 칼버그는 쇼팽 시대에 "피아노 녹턴 장르의 청취자들은 종종 그들의 반응을 여성적인 이미지로 표현했다"고 말하며, 쇼팽의 녹턴에 대한 그러한 반응의 많은 예를 인용한다. 이 한 가지 이유는 "인구통계학적"일 수 있다. – 남성보다 여성 피아노 연주자가 더 많았고, 그러한 "낭만적인" 곡을 연주하는 것은 남성 비평가들에게 여성의 가정 내 취미로 여겨졌다. 이러한 성별 구분은 스케르초나 폴로네즈와 같은 쇼팽 작품의 다른 장르에는 일반적으로 적용되지 않았다. 문화 역사가 에드워드 사이드는 피아니스트이자 작가인 찰스 로젠의 저서 『낭만주의 세대』에서 쇼팽의 "계획, 폴리포니, 순수한 화성적 창의성"에 대한 기술이 쇼팽을 "기절하고 '영감받은', 소규모 살롱 작곡가"라는 어떤 전설도 효과적으로 뒤엎었다고 인용했다.

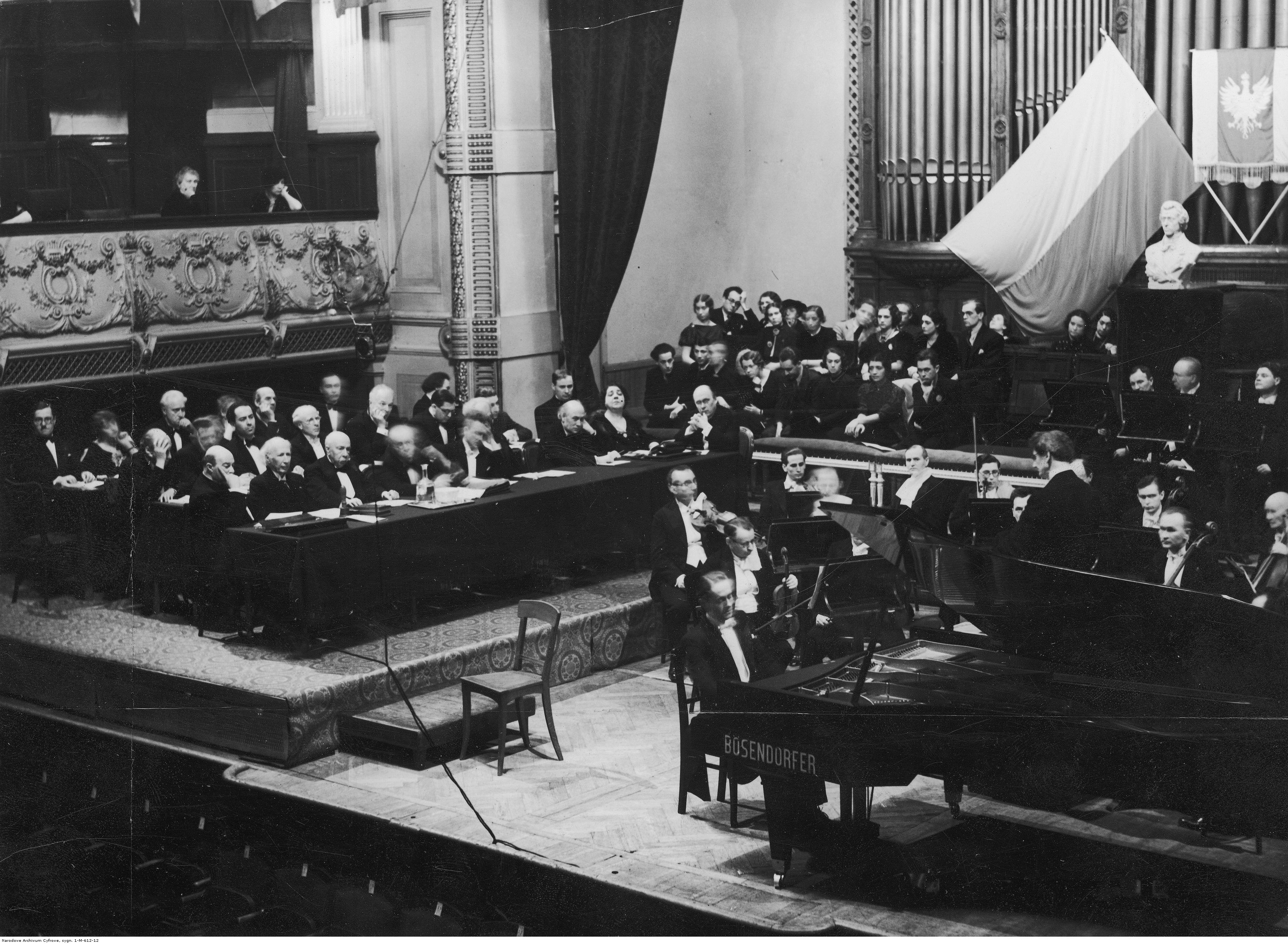
제3회 쇼팽 국제 피아노 콩쿠르, 1937년

쇼팽의 음악은 여전히 매우 인기가 많으며, 전 세계적으로 정기적으로 연주되고, 녹음되며, 방송된다. 1927년에 설립된 세계에서 가장 오래된 모노그래픽 음악 콩쿠르인 쇼팽 국제 피아노 콩쿠르는 5년마다 바르샤바에서 개최된다.
프레데리크 쇼팽 협회는 작곡가와 그의 음악에 헌정된 전 세계 80여 개의 협회를 나열하고 있다. 협회 사이트에는 2021년 3월 현재 1500개 이상의 쇼팽 작품 연주 동영상이 유튜브에 등재되어 있다.

## 음반
대영 도서관은 "쇼팽의 작품은 녹음 시대의 모든 위대한 피아니스트들에 의해 녹음되었다"고 언급한다. 가장 오래된 녹음은 1895년 폴 팝스트가 연주한 녹턴 마장조, Op. 62, 2번이다. 대영 도서관 웹사이트에서는 알프레드 코르토, 이그나츠 프리드만, 블라디미르 호로비츠, 베노 모이세비치, 이그나치 얀 파데레프스키, 아르투르 루빈스타인, 크사버 샤르벤카, 요제프 호프만, 블라디미르 드 파흐만, 모리츠 로젠탈 등을 포함한 여러 역사적 녹음을 제공한다. 쇼팽으로부터 파생된 다양한 교육 전통을 대표하는 피아니스트들의 쇼팽 작품 녹음에 대한 선별적인 음반 목록은 제임스 메투엔-캠벨이 해당 전통의 계보와 특징을 추적한 저서에 제시되어 있다.
쇼팽의 작품에 대한 수많은 음반이 있다. 작곡가 탄생 200주년을 맞아 뉴욕 타임스 비평가들은 다음과 같은 현대 피아니스트들의 연주를 추천했다(그 외 다수): 마르타 아르헤리치, 블라디미르 아시케나지, 엠마누엘 엑스, 예브게니 키신, 이반 모라베츠, 머리 퍼라이아, 마리아 조앙 피레스, 마우리치오 폴리니, 알렉상드르 타로, 리윈디, 크리스티안 지메르만. 바르샤바 쇼팽 협회는 주목할 만한 쇼팽 음반에 대해 5년마다 F. 쇼팽 그랑프리 뒤 디스크를 개최한다.

## 문학, 무대, 영화, 텔레비전

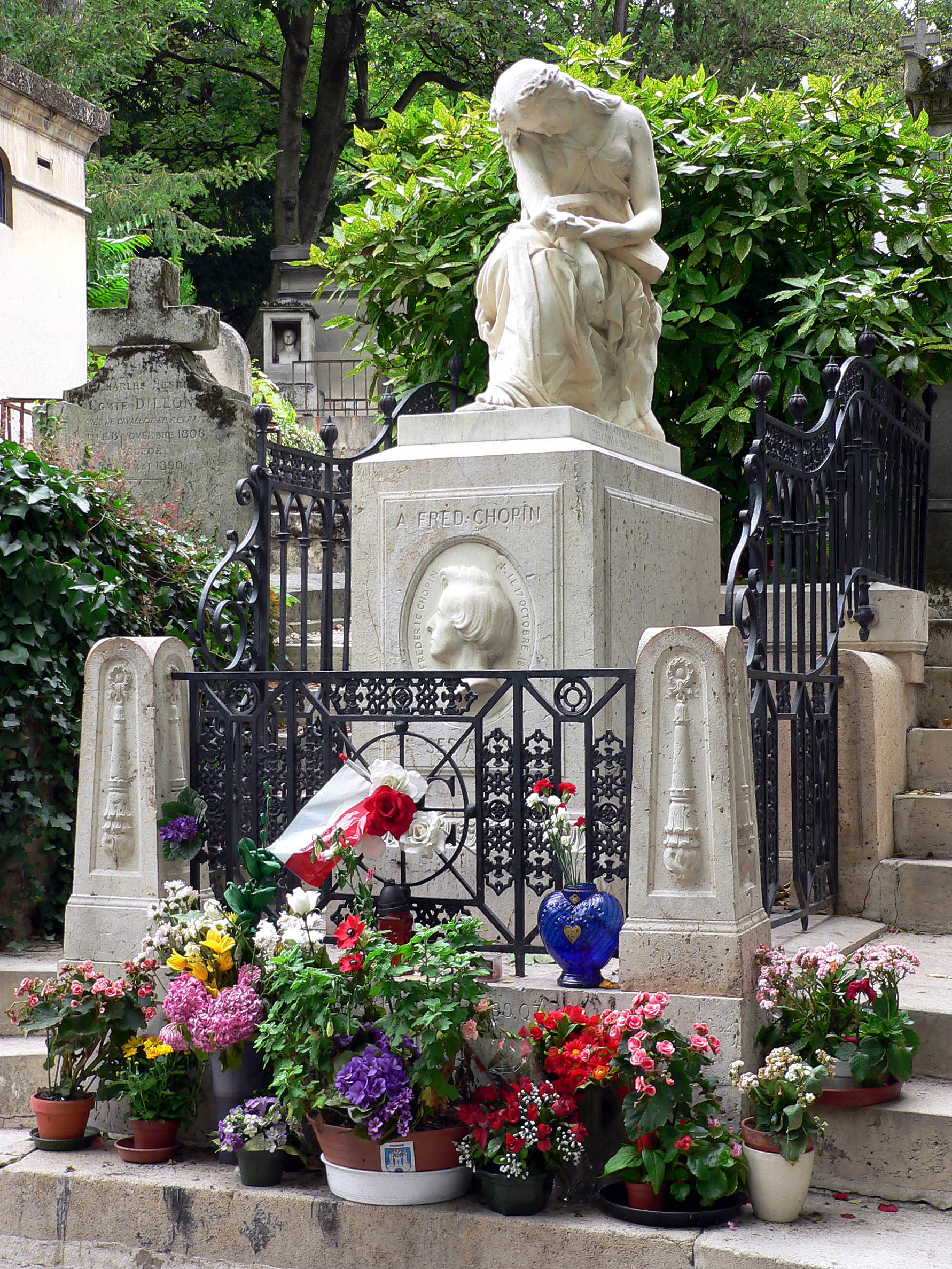
페르 라셰즈 묘지, 파리의 쇼팽 묘

쇼팽은 진지한 비판적 연구와 허구적 해석 모두에서 폴란드 문학에 광범위하게 등장했다. 가장 초기의 발현은 아마도 1830년 레온 울리히의 쇼팽에 대한 소네트였을 것이다. 프랑스 작가들 중 쇼팽에 대해 다룬 이들(상드 제외)로는 마르셀 프루스트와 앙드레 지드가 있으며, 그는 또한 고트프리트 벤과 보리스 파스테르나크의 작품에도 등장했다.
쇼팽에 대한 수많은 영어 전기가 있다.
쇼팽의 삶을 소설화한 최초의 시도는 아마도 그의 삶의 일부 사건을 환상적으로 그린 오페라 버전인 쇼팽(1901)일 것이다. 음악은 쇼팽 자신의 곡을 바탕으로 자코모 오레피체가 편곡했으며, 대본은 앙지올로 오르비에토가 썼다.
쇼팽의 삶은 수많은 영화에서 허구화되었다. 일찍이 1919년에 쇼팽과 세 여성(마리아 보진스카의 젊은 시절 연인 마리올카, 폴란드 가수 소냐 라드코프스카, 그리고 나중에 조르주 상드)의 관계가 독일 무성 영화 노크투르노 데어 리베 (1919)에 묘사되었다. 1945년 전기 영화 송 투 리멤버는 코넬 와일드에게 작곡가 연기로 아카데미 남우주연상 후보 지명을 안겨주었다. 다른 영화로는 앙리 루셀의 La valse de l'adieu (1928, 피에르 블랑샤르가 쇼팽으로 출연), 소팽의 연인 (1991, 휴 그랜트가 쇼팽으로 출연), La note bleue (1991), 쇼팽: 사랑을 갈망하다 (2002) 등이 있다.
쇼팽의 삶은 BBC 옴니버스 다큐멘터리(1999년 안드라스 쉬프와 미샤 스코러 제작), 이탈리아 텔레비전용으로 안젤로 보졸리니와 로베르토 프로세다가 제작한 다큐멘터리(2010년), 그리고 BBC Four 다큐멘터리 『쇼팽: 음악 뒤의 여인들』(2010년)에 묘사되었다.

## 내용주
1. ↑  영어: UK: /ˈʃɒpæ̃, ˈʃɒpæn/, US: /ˈʃoʊpæn, ʃoʊˈpæn/;[1] fr.
2. ↑  pl. 쇼팽 가족 중 그 누구도 자신의 성을 폴란드화된 형태인 Szopen으로 표기하지 않았지만,[2] 이 철자는 그의 시대부터 그의 시인 동시대인인 율리우시 스워바츠키[3]와 시 쇼팽의 피아노(폴란드어판)(Fortepian Szopena)를 쓴 치프리안 노르비드를 포함하여 많은 폴란드인들이 사용해 왔다.
3. ↑  1833년 1월 16일 파리의 폴란드 역사문학회 회장에게 보낸 편지에 따르면, 그는 "1810년 3월 1일 마조프셰 지방의 젤라조바볼라 마을에서 태어났다"고 했다.[9]
4. ↑  음악원은 바르샤바 대학교에 소속되어 있었으므로 쇼팽은 대학 졸업생으로 간주된다.
5. ↑  샤파르니아(1824년 – 아마도 그의 첫 단독 여행 – 과 1825년), 두슈니키(1826년), 포메라니아(1827년), 산니키(1828년).[23]
6. ↑  현재 차프스키 궁전으로 알려진 크라신스키 궁전은 현재 바르샤바 예술 아카데미이다. 1960년에는 궁전 내 쇼팽 가족이 한때 거주했던 방인 쇼팽 가족 살롱(salonik Chopinów)이 박물관으로 개관되었다.[26]
7. ↑  1837년부터 1839년까지 이곳에 거주했던 예술가 시인 치프리안 노르비드는 나중에 1863년 1월 봉기 중 러시아군이 악기를 창밖으로 던져버린 사건에 대해 "쇼팽의 피아노(폴란드어판)"라는 시를 썼다.[27]
8. ↑  원본은 제2차 세계대전 중에 소실되었다. 사진만 남아 있다.[29]
9. ↑  쇼팽이 사용했던 프랑스 여권은 "Chopin – musicien français" 웹사이트에 나와 있다.[49]
10. ↑  슐레진저의 국제적인 네트워크에 대해서는 Conway(2012), pp. 185–187, 238–239 참조[63]
11. ↑  편지 묶음의 사진은 남아 있지만, 원본은 제2차 세계대전 중에 소실된 것으로 보인다.[73]
12. ↑  바우자 피아노는 결국 파리의 반다 란도프스카 소장품에 들어갔고,[93] 1940년 프랑스 공방전 이후 압류되어 1943년 라이프치히로 운송되었다.[94] 1946년에 프랑스로 반환되었으나 이후 사라졌다.[95]
13. ↑  발데모사 수도원의 이웃한 두 아파트(각각 오랫동안 쇼팽 박물관이 있었음)는 쇼팽과 상드의 은신처였고 쇼팽의 플레옐 피아노를 소장하고 있다고 주장되어 왔다. 2011년 마요르카의 스페인 법원은 쇼팽이 그곳을 방문한 후(아마도 그의 사망 후) 제작된 피아노를 배제함으로써 어느 아파트가 정확한지 결정했다.[98]
14. ↑  누리의 시신은 나폴리에서 자살한 후 파리에서 장례식을 위해 마르세유를 통해 호송되고 있었다.[100]
15. ↑  프레데리크 쇼팽 기념물 문서의 사진 참조, 오텔 보다르 드 생 제임스에 있는 쇼팽의 죽음을 기념하는 명판.
16. ↑  1879년 심장은 레오나르트 마르코니가 조각한 명판 뒤, 성 십자가 교회 기둥 안에 봉인되었다. 상단의 묘비명에는 다음과 같이 쓰여 있다: "'네 보물이 있는 곳에 네 마음도 있느니라.' – 마태복음 6장 21절."[142] 제2차 세계대전 중 독일군이 바르샤바를 침공했을 때, 심장은 안전을 위해 옮겨져 독일군 사령관 에리히 폰 뎀 바흐의 숙소에 보관되었다. 나중에 교회 당국에 반환되었지만, 원래 안치 장소에 다시 놓는 것은 아직 안전하다고 여겨지지 않았다. 심장은 밀라누베크 마을로 옮겨졌고, 그곳에서 상자가 열리고 심장이 확인되었다(그 큰 크기가 주목받았다). 그곳의 성 헤드비히 교회에 보관되었다. 1945년 10월 17일, 쇼팽 사망 96주년이 되는 날, 심장은 성 십자가 교회 원래 자리로 반환되었다.[143]
17. ↑  사진 속 피아노는 1830–1849년 플레옐 피아노로, 쇼팽의 것이 아니다.
18. ↑  2018년 쇼팽의 부흐홀츠 피아노 복제품이 바르샤바 비엘키 극장(폴란드 국립 오페라)에서 처음 공개되었으며,[211] 바르샤바 쇼팽 연구소에서 제1회 시대 악기 쇼팽 국제 콩쿠르에 사용되었다.[212]

### 참고 문헌
- Deane L. Root (편집.). 〈Chopin (opera by Orefice)〉. 《Grove Music Online. Oxford Music Online》. Oxford University Press. (구독 필요) 틀:Grove Music subscription
- Atwood, William G. (1999). 《The Parisian Worlds of Frédéric Chopin》. New Haven and London: 예일 대학교 출판부. ISBN 978-0-300-07773-5.
- Audéon, Hervé (2016). 〈L'œuvre de Frédéric Kalkbrenner (1785–1849) et ses rapports avec Frédéric Chopin (1810–1849)〉.   Hug, Vanya. 《Chopin et son temps / Chopin and his time》 (프랑스어). Peter Lang. ISBN 978-3-0343-2000-9.
- Bellman, Jonathan (Autumn 2000). 《Chopin and His Imitators: Notated Emulations of the 'True Style' of Performance》. 《19th-Century Music》 24. 149–160쪽. doi:10.2307/746839. ISSN 0148-2076. JSTOR 746839.
- Bowers, Faubion (1996). 《Scriabin: A Biography》. Mineola: 도버 출판사. ISBN 978-0-486-28897-0.
- Brown, Maurice (1980). 〈Nocturne〉.   Stanley Sadie. 《뉴 그로브 음악 사전》 13. London: 맥밀런 출판사. 258–259쪽. ISBN 978-0-333-23111-1.
- Cholmondeley, Rose (1998). “The mystery of Chopin's birthday”. 《The Chopin Society UK》. 2017년 3월 8일에 원본 문서에서 보존된 문서. 2021년 3월 28일에 확인함.
- Chopin, Frédéric (1988).  Voynich, E. L., 편집. 《Chopin's Letters》. Compiled by Henryk Opieński. New York: 도버 출판사. ISBN 978-0-486-25564-4.
- Chopin, Fryderyk (1962). 《Selected Correspondence of Fryderyk Chopin》. 번역 Hedley, Arthur. Compiled by Bronisław Edward Sydow. London: 하이네만.
- Conway, David (2012). 《Jewry in Music: Entry to the Profession from the Enlightenment to Richard Wagner》. Cambridge: 케임브리지 대학교 출판부. ISBN 978-1-107-01538-8.
- Cooke, Charles (1966). 《Chopin and Liszt with a Ghostly Twist》. 《노트》 22 Winter 1965 – Winter 1966판. 855–861쪽. doi:10.2307/894930. JSTOR 894930.
- De Val, Dorothy; Ehrlich, Cyril. "Repertory and Canon". In Rowland (1998), pp. 115–134.
- Downes, Stephen (2001). 〈Eros and PanEuropeanism〉.   White, Harry; Murphy, Michael. 《Musical Constructions of Nationalism: Essays on the History and Ideology of European Musical Culture 1800–1945》. Cork: 코크 대학교 출판부. 51–71쪽. ISBN 978-1-85918-322-9.
- Eddie, William (2013). 《Charles Valentin Alkan: His Life and His Music》. Farnham: 애시게이트 출판. ISBN 978-1-4094-9364-8.
- Eigeldinger, Jean-Jacques (1988).  Eigeldinger, Jean-Jacques, 편집. 《Chopin: Pianist and Teacher As Seen By His Pupils》. 번역 Naomi Shochet. Cambridge: 케임브리지 대학교 출판부. doi:10.1017/CBO9781107049901. ISBN 978-0-521-36709-7.
- Eigeldinger, Jean-Jacques (August 2001). 《Chopin and Pleyel》 (PDF). 《얼리 뮤직》 29. 389–396쪽. doi:10.1093/earlyj/XXIX.3.389. JSTOR 3519183.
- Ferguson, Howard (1980). 〈Study〉.   Stanley Sadie. 《뉴 그로브 음악 사전》 18. London: 맥밀런 출판사. 304–305쪽.
- Golos, George S. (October 1960). 《Some Slavic Predecessors of Chopin》. 《뮤지컬 쿼털리》 46. 437–447쪽. doi:10.1093/mq/XLVI.4.437. JSTOR 740748.
- Hall-Swadley, Janita R., 편집. (2011). 《The Collected Writings of Franz Liszt: F. Chopin》. Lanham: 스케어크로 프레스. ISBN 978-1-4616-6409-3.
- Hamilton, Kenneth (2008). 《After the Golden Age: Romantic Pianism and Modern Performance》. Oxford: 옥스퍼드 대학교 출판부. ISBN 978-0-19-517826-5.
- Hedley, Arthur (2005). 〈Chopin, Frédéric (François)〉. 《브리태니커 백과사전》 3 15판. Chicago: 브리태니커 백과사전사. 263–264쪽.
- Hedley, Arthur; Brown, Maurice (1980). 〈Chopin, Fryderyk Franciszek [Frédéric François]〉.   Stanley Sadie. 《뉴 그로브 음악 사전》 4. London: 맥밀런 출판사. 292–298, sections 1–6쪽. ISBN 978-0-333-23111-1.
- Hutchings, A.G.B. (1968). 〈The Romantic Era〉.   Robertson, Alec; Stevens, Denis. 《The Pelican History of Music 3: Classical and Romantic》. Harmondsworth: 펭귄 북스. 99–139쪽. ISBN 978-0-14-020494-0.
- Jachimecki, Zdzisław (1937). 〈Chopin, Fryderyk Franciszek〉. 《폴란드 인명사전》 (폴란드어) 3. 크라쿠프: 폴란드 학술원. 420–426쪽.
- Jakubowski, Jan Zygmunt, 편집. (1979). 《Literatura polska od średniowiecza to pozytywizmu》 [폴란드 문학, 중세부터 실증주의까지] (폴란드어). 바르샤바: 파인스트보베 비다브니치보 나우코베. ISBN 978-83-01-00201-5.
- Jones, J. Barrie (1998). 〈Piano music for concert hall and salon c. 1830–1900〉.  (Rowland). 151–175쪽. |제목=이(가) 없거나 비었음 (도움말)
- Jones, J. Barrie (1998b). "Nationalism". In Rowland (1998), pp. 176–191.
- Kallberg, Jeffrey (Summer 2001). 《Chopin's March, Chopin's Death》. 《19th-Century Music》 25. 3–26쪽. doi:10.1525/ncm.2001.25.1.3. JSTOR 10.1525/ncm.2001.25.1.3.
- Kallberg, Jeffrey (2006) [1994]. 〈Small fairy voices: sex, history and meaning in Chopin〉.   Rink, John; Samson, Jim. 《Chopin Studies 2》. Cambridge: 케임브리지 대학교 출판부. ISBN 978-0-521-03433-3. (e-book version of 1994 publication)
- Kallberg, Jeffrey (Summer 1992). 《The Harmony of the Tea Table: Gender and Ideology in the Piano Nocturne》. 《Representations》 39. 102–133쪽. doi:10.2307/2928597. JSTOR 2928597.
- Kallberg, Jeffrey. "Small 'forms': in defence of the prelude". In Samson (1994), pp. 124–144.
- Kennedy, Michael; Kennedy, Joyce; Rutherford-Johnson, Tim, 편집. (2012). 《The Oxford Dictionary of Music》 6판. Oxford: 옥스퍼드 대학교 출판부. doi:10.1093/acref/9780199578108.001.0001. ISBN 978-0-199-57810-8.
- Kildea, Paul (2018). 《Chopin's Piano: In Search of the Instrument that Transformed Music》 1판. New York: W. W. Norton & Company. ISBN 978-0-393-65222-2.
- Knyt, Erinn E. (2017). 《Ferruccio Busoni and the 'Halfness' of Frédéric Chopin》. 《더 저널 오브 뮤직칼로지》 34. 241–280쪽. doi:10.1525/jm.2017.34.02.241. JSTOR 26414211.
- Kubba, Adam; Young, Madeleine (1998). 《The Long Suffering of Frederic Chopin》 (PDF). 《Chest》 113. 210–216쪽. doi:10.1378/chest.113.1.210. PMID 9440592. 2014년 8월 19일에 원본 문서 (PDF)에서 보존된 문서. 2021년 3월 28일에 확인함.
- Kuhnke, Monica (2010). 《Oryginalne kopie, czyli historia portretów rodziny Chopinów》 [원본 복사본, 또는 쇼팽 가족 초상화의 역사] (PDF). 《Cenne Bezcenne Utracone》 (폴란드어) 62. 8–12쪽. 2021년 3월 28일에 확인함. (English summary)
- Kuzemko, J. A. (1994). 《Chopin's Illnesses》. 《왕립 의학 학회지》 87. 769–772쪽. PMC 1294992. PMID 7853308.
- Deane L. Root (편집.). 〈Orefice, Giacomo〉. 《Grove Music Online. Oxford Music Online》. Oxford University Press. (구독 필요) 틀:Grove Music subscription
- Latham, Alison (2011). 〈Rubato〉. 《옥스퍼드 음악 동반자 온라인》. Oxford: 옥스퍼드 대학교 출판부. ISBN 978-0-19-957903-7. 2021년 3월 27일에 확인함.
- Leikin, Anatole. "The Sonatas". In Samson (1994).
- Liszt, Franz (1863). 《Life of Chopin》. 번역 Cook, Martha Walker 4판. Boston, Massachusets: Oliver Ditson Co. OCLC 418834. 2024년 11월 12일에 확인함.
- Majka, Lucyna; Gozdzik, Joanna; Witt, Michał (2003). 《Cystic fibrosis – a probable cause of Frédéric Chopin's suffering and death》 (PDF). 《Journal of Applied Genetics》 44. 77–84쪽. PMID 12590184.
- McKie, Robin (2017년 11월 4일). “Examination of Chopin's pickled heart solves riddle of his early death”. 《가디언》. 2017년 11월 5일에 확인함.
- Methuen-Campbell, James (1981). 《Chopin Playing from the Composer to the Present Day》. London: 빅토르 골란츠. ISBN 978-0-575-02884-5.
- Mieleszko, Jadwiga (1971). 《Pałac Czapskich》 [차프스키 궁전] (폴란드어). 바르샤바: 파인스트보베 비다브니치보 나우코베.
- Milewski, Barbara (Autumn 1999). 《Chopin's Mazurkas and the Myth of the Folk》. 《19th-Century Music》 23. 113–135쪽. doi:10.2307/746919. JSTOR 746919.
- Miller, Lucasta (2003년 6월 21일). “The composer who never grew up”. 《가디언》. 2020년 12월 18일에 확인함.
- Müller-Streicher, Friedericke (1949). 〈Aus dem Tagebuch einer Wiener Chopin-Schülerin (1839–1841, 1844–1845)〉 [빈의 쇼팽 제자 일기에서 (1839–1841, 1844–1845)]. 《Chopin-Almanach zur hundertsten Wiederkehr des Todesjahres von Fryderyk Chopin》 [프리데리크 쇼팽 서거 100주년 기념 쇼팽 연감] (독일어). 포츠담: 아카데미셰 페를라크스게젤샤프트 아테나이온. 134–142쪽. OCLC 460555146.
- Niecks, Frederick (1902). 《Frederick Chopin as a Man and Musician》 3판. London: 노벨로 앤 컴퍼니. OCLC 22702671. 2021년 3월 27일에 확인함 – 프로젝트 구텐베르크 경유.
- Petty, Wayne C. (Spring 1999). 《Chopin and the Ghost of Beethoven》. 《19th-Century Music》 22. 281–299쪽. doi:10.2307/746802. JSTOR 746802.
- Pruszewicz, Marek (2014년 12월 22일). “The mystery of Chopin's death”. 《BBC》. 2019년 1월 31일에 확인함.
- Reiss, Jozef; Brown, Maurice (1980). 〈Polonaise〉.   Sadie, Stanley. 《뉴 그로브 음악 사전》 15. London: 맥밀런 출판사. 49–52쪽. ISBN 978-0-333-23111-1.
- Ritterman, Janet. "Piano music and the public concert, 1800-1850". In Samson (1994).
- Rogers, Francis (1939). 《Adolphe Nourrit》. 《뮤지컬 쿼털리》 25. 11–25쪽. doi:10.1093/mq/XXV.1.11. JSTOR 738696.
- Rosen, Charles (1995). 《The Romantic Generation》. Cambridge, MA: 하버드 대학교 출판부. ISBN 978-0-674-77933-4.
- Ross, Alex (2014년 2월 5일). “Chopin's Heart”. 《더 뉴요커》. 2021년 3월 24일에 확인함.
- Rowland, David, 편집. (1998). 《The Cambridge Companion to the Piano》. Cambridge: 케임브리지 대학교 출판부. doi:10.1017/CCOL9780521474702. ISBN 978-0-521-47986-8.
- Said, Edward (1995년 12월 12일). 《Bach's Genius, Schumann's Eccentricity, Chopin's Ruthlessness, Rosen's Gift》. 《런던 리뷰 오브 북스》 17. 2021년 3월 24일에 확인함.
- Samson, Jim, 편집. (1994). 《The Cambridge Companion to Chopin》. Cambridge: 케임브리지 대학교 출판부. doi:10.1017/CCOL9780521404907. ISBN 978-0-521-47752-9.
- Samson, Jim (1996). 《Chopin》. Oxford: 옥스퍼드 대학교 출판부. ISBN 978-0-198-16495-1.
- Samson, Jim (2001). 〈Chopin, Fryderyk Franciszek〉. 《그로브 뮤직 온라인》. Oxford, England: 옥스퍼드 대학교 출판부. doi:10.1093/gmo/9781561592630.article.51099. ISBN 978-1-56159-263-0. 틀:Grove Music subscription
- Schonberg, Harold C. (1987). 《Great Pianists》. New York: 사이먼 & 슈스터. 151쪽. ISBN 978-0-671-63837-5.
- Schumann, Robert (1988).  Pleasants, Henry, 편집. 《Schumann on Music: A Selection from the Writings》. New York: Dover. ISBN 978-0-486-25748-8.
- Soister, John T. (2002). 《Conrad Veidt on Screen: A Comprehensive Illustrated Filmography》. Jefferson, North Carolina and London: 맥파랜드 앤 컴퍼니. ISBN 978-0-7864-4511-0.
- Ståhlbrand, Robert (2016). “Chopin's Works – Complete list”. Piano Society. 2024년 4월 21일에 원본 문서에서 보존된 문서. 2021년 3월 28일에 확인함.
- Szklener, Artur (2010). 《Fryckowe lato: czyli wakacyjne muzykowanie Chopina》 [프리츠의 여름: 쇼팽의 음악적 휴가]. 《Magazyn Chopin: Miesięcznik Narodowego Instytutu Fryderyka Chopina》 (폴란드어). 8–9쪽.
- Szulc, Tad (1998). 《Chopin in Paris: the Life and Times of the Romantic Composer》. New York: 스크리브너. ISBN 978-0-684-82458-1.
- Taruskin, Richard (1996). 《Stravinsky and the Russian Traditions》. Oxford: 옥스퍼드 대학교 출판부. ISBN 978-0-19-816250-6.
- Taruskin, Richard (2010). 《Music in the Nineteenth Century》. Oxford: 옥스퍼드 대학교 출판부. ISBN 978-0-19-538483-3.
- Temperley, Nicholas (1980). 〈Chopin, Fryderyk Franciszek [Frédéric François]〉.   Sadie, Stanley. 《뉴 그로브 음악 사전》 4. London: 맥밀런 출판사. 298–307, sections 7–14쪽. ISBN 978-0-333-23111-1.
- Thompson, Brian Christopher (2016). 《Fryderyk Chopin by Angelo Bozzolini and Roberto Prosseda (review)》. 《노트》 72. 600–601쪽. doi:10.1353/not.2016.0042. S2CID 193316471.
- Walker, Alan (1988). 《Franz Liszt: The Virtuoso Years 1811–1847》. London: 페이버 앤 페이버. ISBN 978-0-571-15278-0.
- Walker, Alan (2018). 《Fryderyk Chopin: A Life and Times》. London: 페이버 앤 페이버. ISBN 978-0-571-34855-8.
- Wheeldon, Marianne (2009). 《Debussy's Late Style》. Bloomington: 인디애나 대학교 출판부. ISBN 978-0-253-35239-2.
- Witt, Michał; Marchwica, Wojciech; Dobosz, Tadeusz (2018). 《Disease not genetic but infectious: multiple tuberculomas and fibrinous pericarditis as symptoms pathognomonic for tuberculosis of Frederic Chopin》 (PDF). 《Journal of Applied Genetics》 59. 471–473쪽. doi:10.1007/s13353-018-0456-3. PMID 30047032. S2CID 51718815.
- Wojtkiewicz, Mariola (2013). “The Impact of Chopin's Music on the Work of 19th and 20th Century Composers”. 《Chopin.pl》. 번역 Ossowski, Jerzy. 2013년 10월 23일에 원본 문서에서 보존된 문서. 2021년 3월 28일에 확인함.
- Załuski, Iwo; Załuski, Pamela (May 1992). 《Chopin in London》. 《뮤지컬 타임스》 133. 226–230쪽. doi:10.2307/1193699. JSTOR 1193699.
- Załuski, Iwo; Załuski, Pamela (1993). 《Chopin's Scottish Autumn》. 《Contemporary Review》. 2021년 3월 28일에 확인함.
- Zamoyski, Adam (2010). 《Chopin: Prince of the Romantics》. London: 하퍼콜린스. ISBN 978-0-00-735182-4.
  - First published as: Zamoyski, Adam (1979). 《Chopin: A Biography》. London: Collins. ISBN 0-00-216089-7.
- Zank, Stephen (2005). 《Maurice Ravel: A Guide to Research》. New York: 라우틀리지. ISBN 978-0-8153-1618-3.

## 더 읽어보기
- Azoury, Pierre (1999). 《Chopin through His Contemporaries》. Westport, Connecticut: 그린우드 프레스. ISBN 978-0-313-30971-7.